# Ludovico Ariosto
Ludovico Ariosto (Reggio Emilia, 8 settembre 1474 – Ferrara, 6 luglio 1533) è stato un poeta, commediografo, funzionario e diplomatico italiano.
È considerato nella storia della letteratura italiana ed europea uno degli autori più celebri ed influenti del Rinascimento e viene ritenuto l'iniziatore della commedia regolare con Cassaria (1508) e I suppositi (1509), che recuperano le forme e i caratteri del teatro classico latino. Con il suo Orlando furioso, tra i poemi più importanti della letteratura cavalleresca, divenne il codificatore della favola romanzesca e tra i massimi esponenti del Rinascimento ferrarese, assieme a Matteo Maria Boiardo e Torquato Tasso, anche grazie alla creazione di una caratteristica ottava rima, definita "ottava d'oro", che fu una delle massime espressioni raggiunte dalla metrica poetica prima dell'illuminismo.
Fu un seguace delle teorie sulla lingua dell'amico Pietro Bembo, che applicò soprattutto nell'Orlando furioso, «prima opera di un autore non toscano nella quale viene usato il toscano come lingua letteraria nazionale».

## Biografia

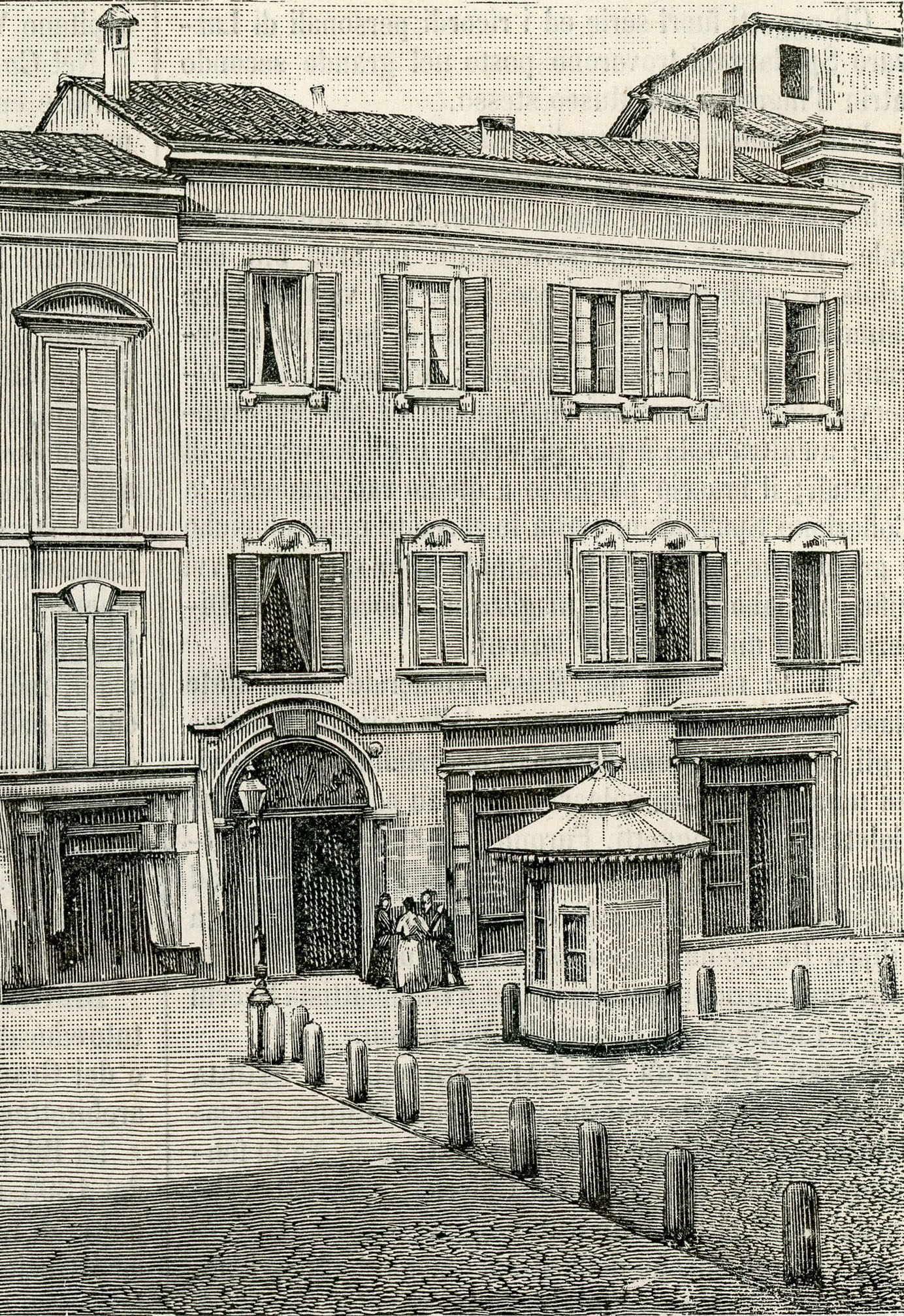
Casa ove nacque Lodovico Ariosto, xilografia di Giuseppe Barberis (1902)

Ludovico Ariosto nacque l'8 settembre 1474 a Reggio Emilia, primo dei dieci figli di Niccolò Ariosto e Daria Malaguzzi Valeri. Il padre fu tra i primi appartenenti al ramo ferrarese della nobile famiglia bolognese degli Ariosti e svolse il ruolo di capitano della rocca di Reggio, presidio militare al tempo di Ercole I d'Este. La madre apparteneva invece alla nobiltà reggiana.
Due sorelle di Ludovico furono monache domenicane: una, Dorotea, fu nel convento annesso alla chiesa di San Rocco, mentre l'altra, Virginia, era nel convento di Santa Caterina Martire, dove anni dopo sarebbe stata anche una pronipote del poeta, Anna Maria, con il nome di suor Marianna.

### Infanzia e formazione

#### Reggio Emilia e Rovigo (1474-1482)
Nel 1479 Niccolò Ariosto lasciò la guarnigione reggiana per prestare i suoi servizi a Rovigo, venendo raggiunto dalla moglie e dai figli all'inizio del 1481. Nella città veneta poté godere di alcuni vantaggi economici, come una residenza a titolo gratuito. Il giovane Ludovico vi rimase molto poco, poiché, con lo scoppio della guerra tra il Ducato di Ferrara e la Repubblica di Venezia nel 1482, le truppe della Serenissima entrarono in città e il padre, prima di venire catturato assieme al commissario ducale Giacomo dal Sacrato, rimandò l'intera famiglia a Reggio Emilia, potendo contare sull'accoglienza da parte dei parenti della consorte e su Il Mauriziano, che i Malaguzzi avevano acquistato già nella prima metà del XV secolo. Gli Ariosto persero comunque tutte le proprietà e i beni che avevano nella cittadina. Ludovico, che all'epoca aveva otto anni, non ricordò questo breve intervallo della sua vita, anche se definì Rovigo nel suo Orlando furioso "città delle rose".

#### Ferrara (1482-1497)

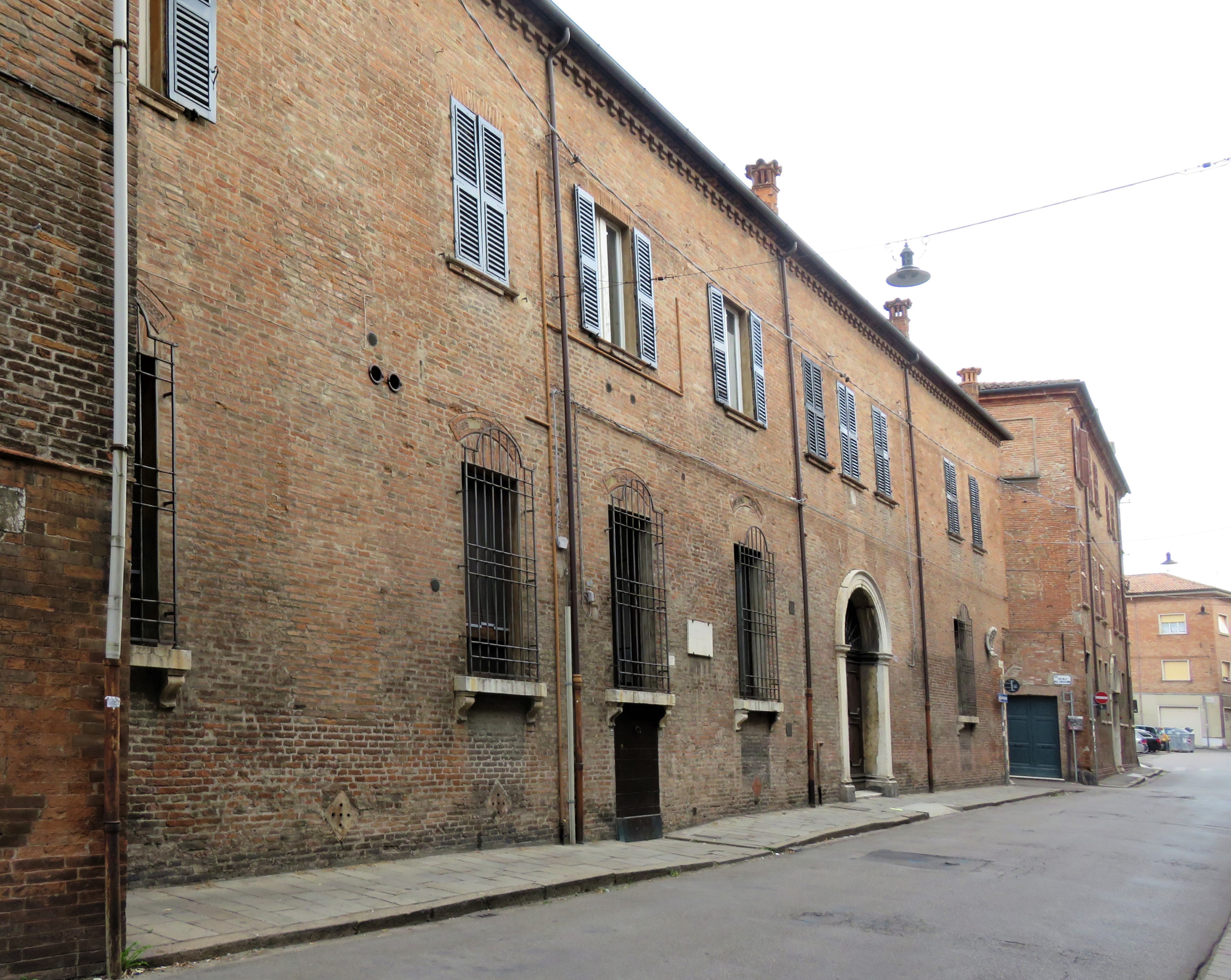
Case Ariosti in via Giuoco del Pallone a Ferrara. Fu residenza dello zio del poeta, Brunoro Ariosti

In seguito al rilascio di Niccolò dopo la caduta di Rovigo, nel 1482 gli Ariosto giunsero a Ferrara, stabilendosi in un edificio in strada di Santa Maria delle Bocche, vicino alla chiesa di San Gregorio Magno, dove, nel 1478, il vescovo Bartolomeo della Rovere aveva investito i quattro fratelli Nicolò, Lodovico, Bruno e Francesco. Nella città estense il padre ricoprì le cariche di tesoriere generale delle truppe e di capo dell’amministrazione comunale e affidò il giovane primogenito, dal 1484 al 1486, al pedagogo Domenico Catabene di Argenta e, dal 1486 al 1489, all'intellettuale Luca Ripa (residente in contrada San Gregorio, vicino alla dimora degli Ariosti), che gli insegnarono grammatica. Natalino Sapegno avvertì come «dell'agitata carriera paterna dovettero risentire l'infanzia e l'adolescenza dell'A., che certo lo seguì nei frequenti e repentini trasferimenti, da Reggio a Rovigo, a Ferrara, a Modena, e poi nuovamente a Ferrara.» Di fatto, dal 1º marzo 1489 Niccolò era diventato capitano di Modena e fece in modo che il figlio fosse al suo fianco e che fosse seguito da un altro grammatico, che gli impartisse alcune nozioni sulla lingua.

Stemma degli Ariosto

Poco tempo dopo, Ludovico fece ritorno a Ferrara e venne affidato alle cure degli zii. Contro la sua volontà si iscrisse all'Università e in cinque anni ottenne il titolo di giurisperito. I suoi interessi tuttavia non erano indirizzati alla legge, ma al teatro, passione alimentata dal contesto culturale estense della fine del XV secolo. Infatti, da tempo in città convenivano note compagnie teatrali e la stessa grande piazza del palazzo ducale era stata in varie occasioni trasformata in spazio per la rappresentazione scenica.
Nel 1493 Ludovico prese parte ad alcune esibizioni della compagnia teatrale di corte, accompagnando ad agosto il duca Ercole I d'Este a Milano e Pavia, e stese un testo drammatico, Tragedia di Tisbe, ispirato alle Metamorfosi di Ovidio. L'anno dopo abbandonò gli studi giuridici per dedicarsi alle attività umanistiche presso il palazzo Paradiso, sotto la guida del monaco agostiniano Gregorio da Spoleto, precettore anche di Rinaldo d'Este (fratello di Ercole I), Ercole Strozzi e Alberto III Pio di Savoia.
Con molta probabilità tra i due si stabilì un rapporto molto affettuoso durato fino al 1497 (anno dopo il quale Ludovico fu affidato a Sebastiano dall'Aquila) e che fu ricordato dall'autore nella Satira VI «da cui traspare, all'interno un legame non solo intellettuale, un sincero attaccamento del poeta verso la figura reverenda del maestro»:
|     | Passar venti anni io mi truovavo, et uopo |
|     | aver di pedagogo: che a fatica            |
| 165 | inteso avrei quel che tradusse Esopo.     |
|     | Fortuna molto mi fu allora amica          |
|     | che mi offerse Gregorio da Spoleti,       |
| 168 | che ragion vuol ch’io sempre benedica.    |
|     | Satira VI, vv. 163-168                    |

Ritratto di Pietro Bembo, olio su tela di Tiziano Vecellio, del 1539 conservato alla National Gallery of Art di Washington

Negli ultimi anni del XV secolo, durante il suo periodo di formazione, Ludovico approfondì i rapporti con Pietro Bembo, che proprio tra il 1497 e il 1499 era a Ferrara con il padre, prima di dover tornare a Venezia. Con Bembo, che mantenne come amico sino alla fine della sua vita, approfondì le conoscenze per il lavoro di Francesco Petrarca, provando un entusiasmo crescente per le prospettive letterarie che offriva; iniziò così a realizzare le sue prime composizioni in versi latini, tra cui alcuni epigrammi.
Tra il 1494 e gli inizi del XVI secolo, questi primi lavori, che risentivano dell'influenza per il mondo greco e romano già presente nella Tragedia di Tisbe, ebbero vari temi e furono aspramente criticati da Lilio Gregorio Giraldi, di cinque anni più giovane di Ariosto, che li definì «duriuscula», ovvero «duretti alquanto». Furono tuttavia il primo approccio al mondo classicista che il poeta avrebbe ampiamente sviluppato in seguito.

### Al servizio del cardinale Ippolito d'Este

#### Ludovico «famigliare» di Ercole I d'Este (1498-1503)

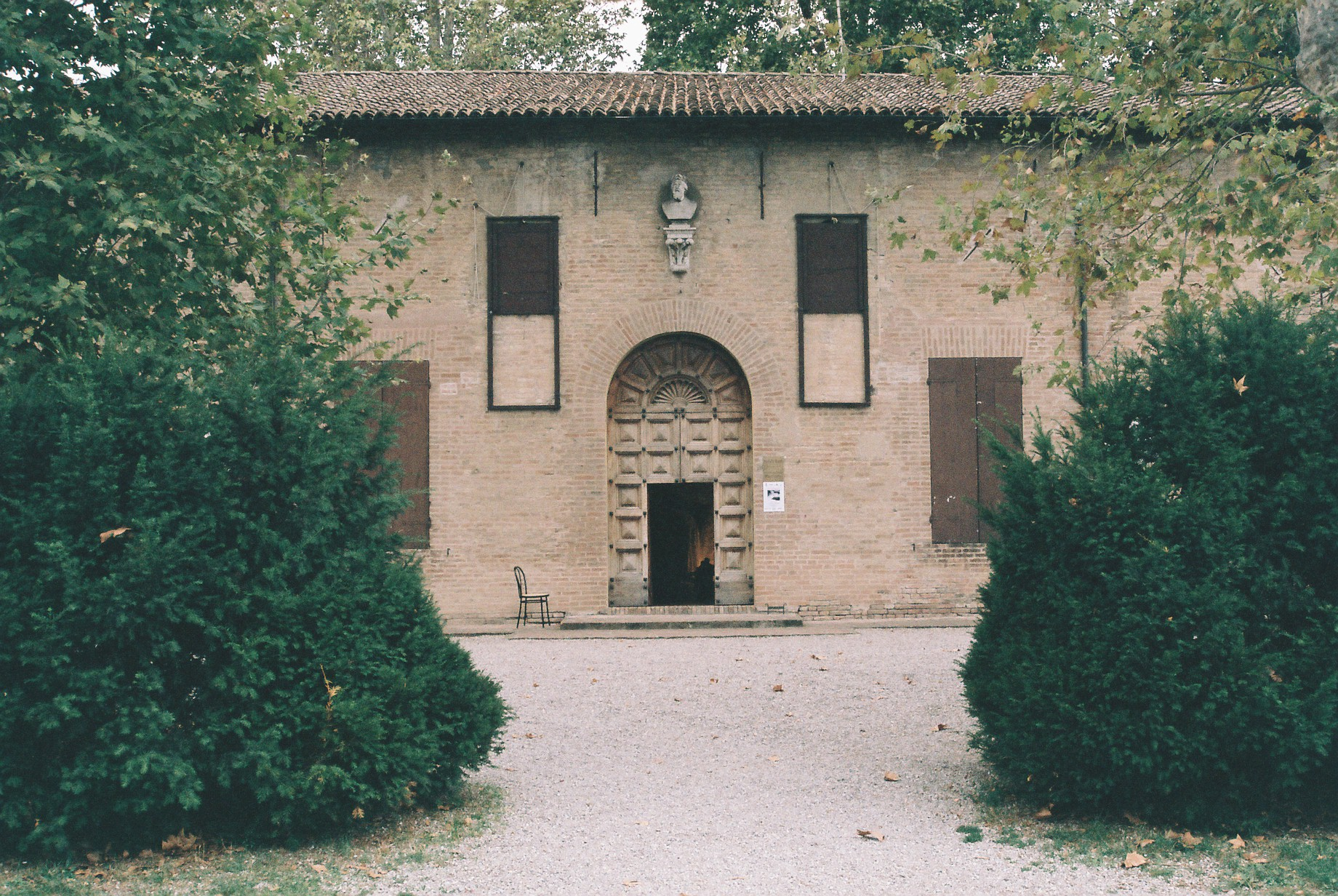
Il Mauriziano, la villa dove soggiornò Ludovico nelle estati tra il 1494 e il 1497 e tra il 1502 e il 1503, di proprietà della madre Daria e acquistata nella prima metà del XV secolo dalla sua famiglia

Nel 1498 Ludovico venne accolto alla corte di Ercole I d'Este, ormai celebre come mecenate intenzionato a dar lustro alla sua casata, sostenuto in questo dalla consorte Eleonora d'Aragona. Il duca aveva già nominato il poeta Matteo Maria Boiardo suo ministro e aveva offerto protezione a Pandolfo Collenuccio, esule da Pesaro. All'inizio, Ariosto fu un «famigliare e nulla più» e ciò gli permise di occuparsi maggiormente della produzione lirica in lingua volgare. Il periodo rimane ben testimoniato dalle sue rime che, tuttavia, non giunsero mai allo status di un organico canzoniere.
Nel febbraio 1500, alla morte del padre, divenne il capo famiglia e su di lui ricaddero responsabilità e «cura dei domestici affari». Adempì a questo compito con sofferenza, ma «rivelando doti di accorto e paziente massaio, provvedendo ad assistere amorevolmente la madre, ad accasare le sorelle senza intaccare l'eredità comune, e a collocare con onore i fratelli»: Galasso divenne cortigiano del cardinale Innocenzo Cybo e Alessandro entrò a far parte della cerchia attorno al cardinale Ippolito d'Este.
Ludovico venne costretto dalla sua nuova condizione a tralasciare la sua attività poetica e ad allontanarsi da Ferrara per controllare e amministrare i poderi degli Ariosti a Reggio e soggiornando in periodi prolungati, sino al 1503, nel Mauriziano. Nel 1502 ricevette l'incarico di capitano del castello di Canossa e l'anno successivo nacque il suo primo figlio, Giambattista. Lo ebbe dalla domestica Maria che stava nella casa della famiglia fin dai tempi di Niccolò e non lo riconobbe mai completamente. Lo escluse dal suo testamento del 1522, ma lo incluse in quello di dieci anni dopo, quando gli concesse un vitalizio.

#### Mansioni da chierico (1503-1509)

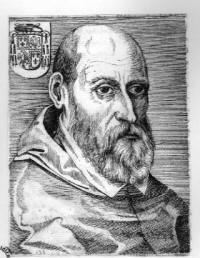
Il cardinale Ippolito d'Este ritratto nel Dizionario di erudizione storico-ecclesiastica da S. Pietro sino ai giorni nostri, curato da Gaetano Moroni e pubblicato nel 1840

Nel 1503 Ariosto rientrò a Ferrara da Reggio Emilia e cominciò a creare una fitta e vasta trama di rapporti e amicizie con molti personaggi di spicco del Rinascimento italiano. Secondo Natalino Sapegno, la città estense attirò nel periodo a cavallo tra il XV e il XVI secolo quasi tutti i maggiori letterati e uomini di cultura del tempo, tra cui Michele Marullo Tarcaniota, Pandolfo Collenuccio, Aldo Manuzio, Gian Giorgio Trissino, Matteo Bandello, Ercole Bentivoglio e Bernardo Tasso.
Inizialmente, Ludovico fu al servizio del cardinale Ippolito d'Este, figlio del duca Ercole, ottenendo in breve gli ordini minori e quindi lo status di chierico. Ciò gli permise di usufruire di benefici ecclesiastici e di rendite, come quella della ricca chiesa parrocchiale di Santa Maria dell'Oliveto di Montericco in provincia di Reggio Emilia, alla quale però rinunciò per una controversia con il conte Ercole Manfredi.
Come in seguito espresse nella Satira I, quel periodo non fu felice, poiché egli «non aveva né inclinazione né talento» per i compiti che il cardinale gli affidava. Spesso Ippolito si serviva di lui nel ruolo di diplomatico e ambasciatore segreto per gli affari che intratteneva con i membri delle principali casate italiane e queste sue attività da «cortigiano poeta», da «cameriere segreto» e da «poeta cavallaro» (come le definì nella Satira VI) gli impedirono di dedicarsi come avrebbe voluto alla sua attività letteraria.

#### Prime commedie in volgare (1508-1509)

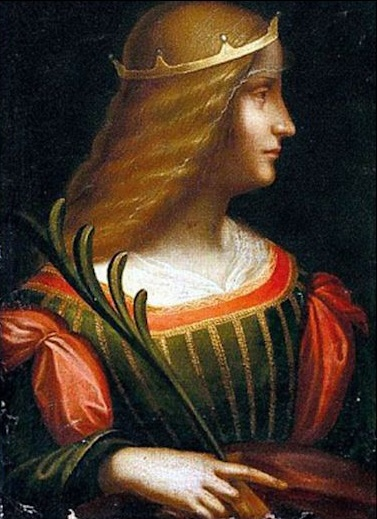
Isabella d'Este nella copia di un cartone attribuito a Leonardo da Vinci.

Mentre si trovava al servizio di Ippolito, nonostante le difficoltà lamentate, Ariosto realizzò alcune delle opere che lo fecero conoscere come letterato. Nel 1507 (o già nel 1504) stava ad esempio lavorando ad una «gionta a lo Innamoramento de Orlando», espressione usata dal duca Alfonso I d'Este per descrivere al fratello Ippolito l'Orlando furioso, che in tal modo veniva inteso come il seguito del poema cavalleresco Orlando innamorato, di Matteo Maria Boiardo. Quando infatti nel gennaio 1507 fu a Mantova e venne ricevuto alla corte della marchesa Isabella d'Este, il poeta portò, tra gli omaggi e le felicitazioni da parte del cardinale per la nascita del figlio Ferrante I Gonzaga, anche alcuni abbozzi di canti, che recitò alla corte.
Nel 1508 presentò alla corte estense la sua prima opera teatrale completa, dopo la giovanile e perduta Tragedia di Tisbe, ovvero la commedia Cassaria. Fu rappresentata il 5 marzo durante il carnevale e venne seguita l'anno successivo da I suppositi. Entrambe sono "commedie regolari", ispirate nella struttura, nei personaggi e nello svolgimento della trama a quelle di Plauto e Terenzio, volgarizzate dal Boiardo tempo prima, creando il nuovo filone del teatro comico cinquecentesco in lingua volgare.
Nel 1509 nacque il secondogenito di Ariosto, Virginio, avuto da Orsolina di Sassomarino, figlia del chiodaiolo ferrarese Giovanni. Al contrario di Giambattista, venne subito riconosciuto e poté godere di un'attenzione particolare per tutta la vita, accompagnando anche il padre in Garfagnana. Dal canto suo, l'autore rimase legato a Orsolina per molti anni e nel 1514 le comprò una casa nella strada di San Michele Arcangelo (poi via del Turco).

#### Missioni a Roma (1509-1512)

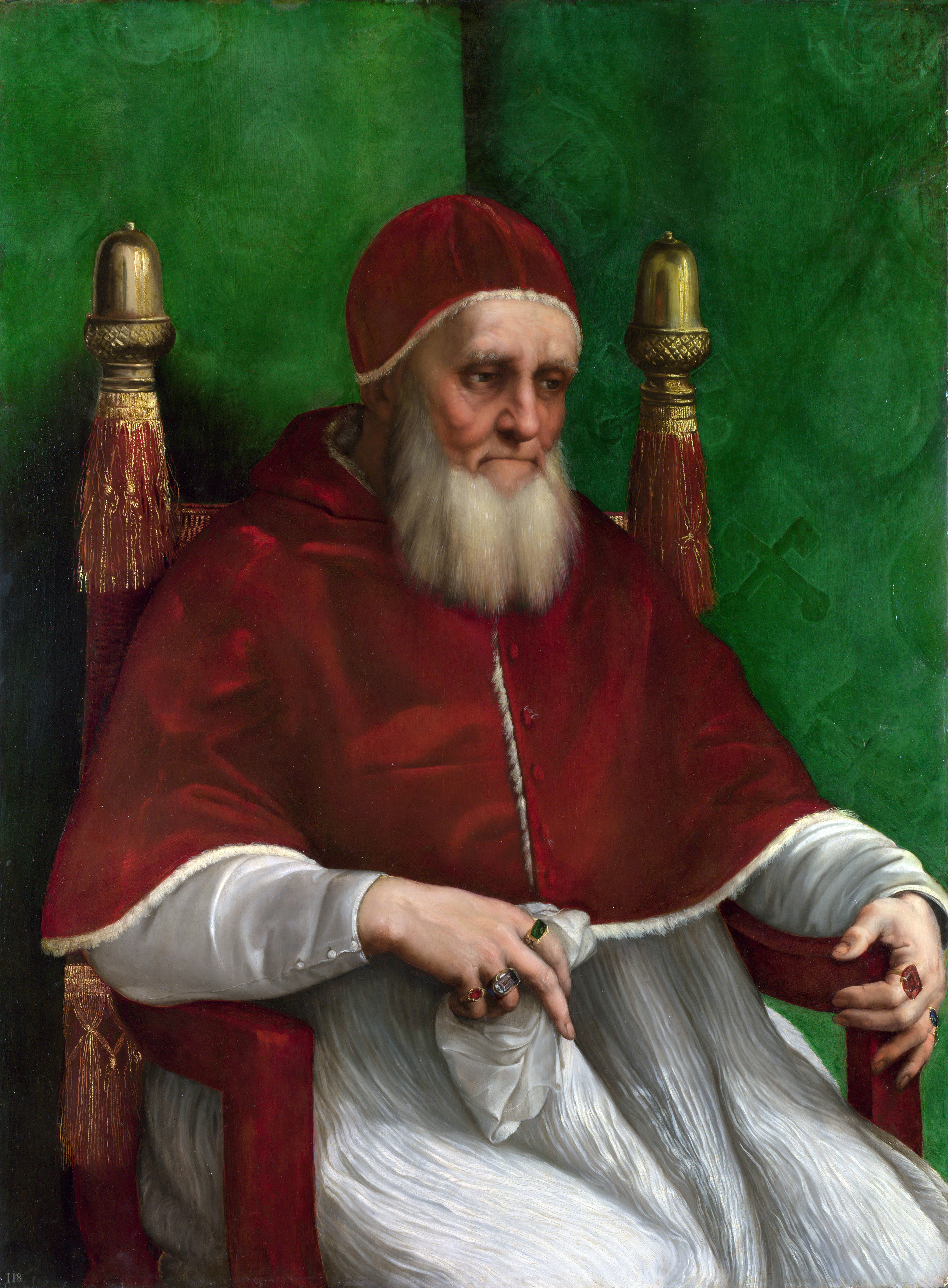
Raffaello Sanzio, Ritratto di Giulio II, 1511, olio su tavola, conservato nella National Gallery a Londra

Nel 1509 Alfonso I d'Este si unì alla lega di Cambrai e ingaggiò battaglia contro la Repubblica di Venezia per riprendersi i territori a nord del Po, compresa la rocca di Legnago. Ludovico venne coinvolto nei scontri che seguirono, sino alla sconfitta delle forze estensi a Polesella. Il 16 dicembre venne mandato urgentemente a Roma per chiedere l'aiuto a papa Giulio II, tornando a Roma ancora due volte l'anno successivo. Con la prima, tentò di far revocare una scomunica contro il duca, colpevole di essersi schierato contro la Lega Santa e di aver accolto le richieste di sfruttamento della salina di Comacchio, mentre, con la seconda, per fare le veci del cardinale Ippolito, che tentava una conciliazione con il pontefice dopo avere assunto la carica di abate dell'abbazia di Nonantola.
Nel 1512 accompagnò direttamente il duca al Vaticano. In tali occasioni diede prova di abilità diplomatiche, ma non ebbe successo. Rischiò anche, in una seconda occasione, di essere gettato in mare e dovette fuggire travestendosi «inseguito dagli sgherri del papa», come descrisse poi in un'epistola indirizzata a Federico II Gonzaga del 1º ottobre 1512.
Il periodo si concluse con un altro incarico pericoloso, quello di messaggero ed esploratore per conto di Alfonso I nella zona di Ravenna, quando la città veniva saccheggiata in seguito alla conclusione della battaglia che aveva visto contrapposte la Lega Santa e la Francia, sempre nell'ambito della guerra della Lega di Cambrai. In tale occasione il poeta assistette a scene che rimasero per sempre impresse nella sua memoria e che in seguito descrisse nell'Elegia XIV:
|    | Io venni dove le campagne rosse         |
|    | eran del sangue barbaro e latino        |
| 39 | che fiera stella dianzi a furor mosse.  |
|    | E vidi un morto all'altro sì vicino     |
|    | che, senza premer lor, quasi il terreno |
| 42 | a molte miglia non dava il cammino.     |
|    | E da chi alberga fra Garonna e Reno     |
|    | vidi uscir crudeltà, che ne dovrai      |
| 45 | tutto il mondo d'orror rimaner pieno.   |
|    | Elegia XIV, vv. 37-45                   |

#### Elezione di Leone X e incontro a Firenze con Alessandra Benucci (1513)

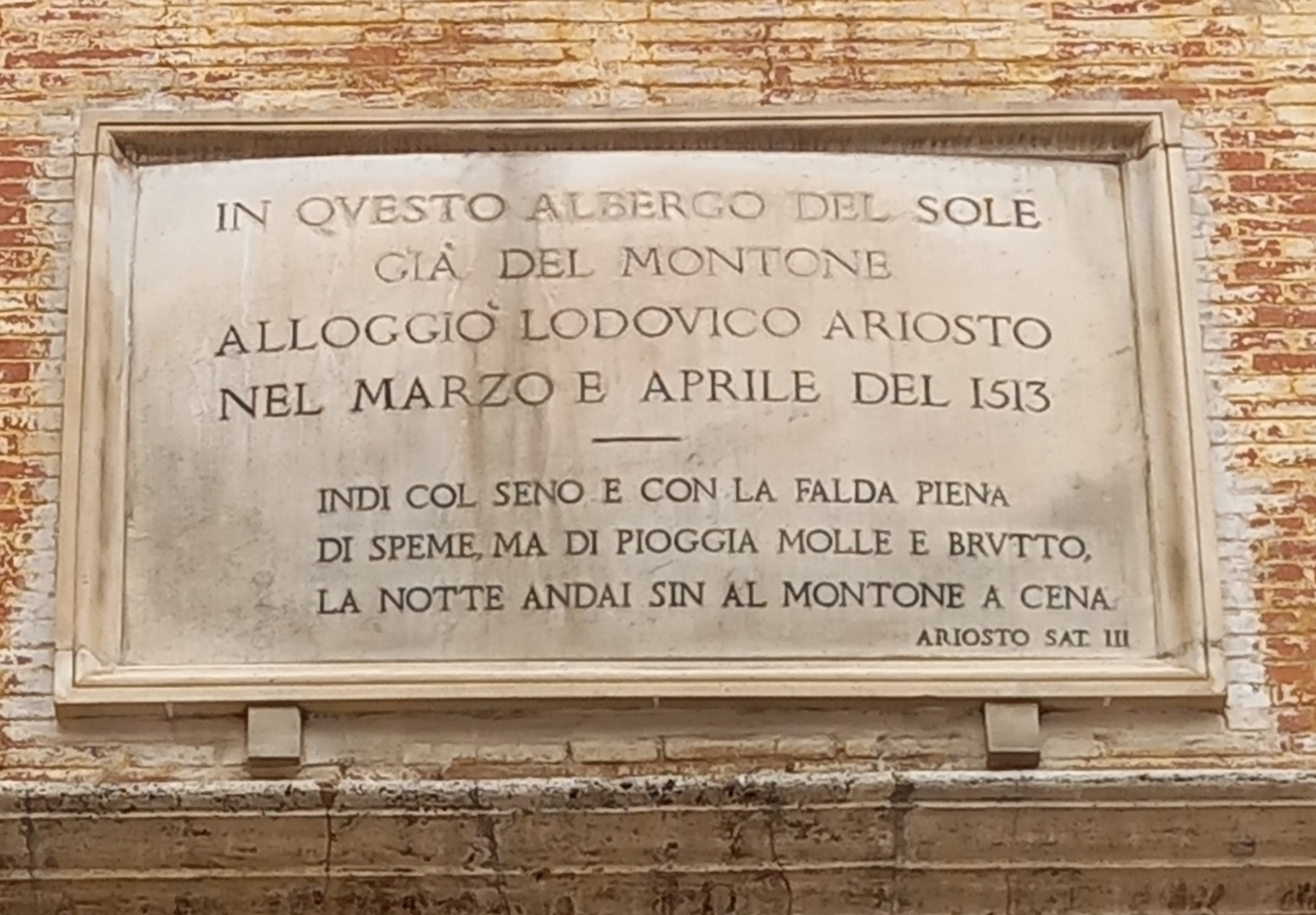
Testimonianza del soggiorno romano dell'Ariosto nel 1513 in via Santi Apostoli

Il 1513 fu un anno importante. Fu elevato al soglio pontificio l'amico Giovanni di Lorenzo de' Medici, figlio di Lorenzo, che assunse il nome di Leone X. Il poeta, nella Satira III, lo descrisse con parole encomiastiche e riconoscenti:
|     | e fin che a Roma se andò a far Leone,   |
|     | io gli fui grato sempre, e in apparenza |
| 99  | mostrò amar più di me poche persone;    |
|     | e più volte, e Legato et in Fiorenza,   |
|     | mi disse che al bisogno mai non era     |
| 102 | per far da me al fratel suo differenza. |
|     | Satira III, vv. 97-102                  |

Il poeta si recò a Roma per assistere all'incoronazione e per rendere omaggio al nuovo papa; non è certo se fu al seguito del duca Alfonso I d'Este oppure del cardinale Ippolito d'Este, con gli ambasciatori Ermes Bentivoglio e Sigismondo Cantelmo.
Dopo la cerimonia, Ariosto si trattenne nella città, sentendosi accolto dalla benevolenza di Leone X, senza ottenere tuttavia alcuni vantaggi personali ai quali mostrava interesse. In seguito, a Firenze, durante la festa di san Giovanni Battista del 24 giugno, incontrò Alessandra Benucci, in quel momento moglie dell'amico Tito Strozzi. I due cominciarono a vedersi segretamente e la loro relazione rimase molto riservata, anche dopo la morte dello Strozzi. Le loro nozze vennero celebrate tra il 1528 e il 1530 in segreto, sia perché Ariosto non venisse privato dei benefici ecclesiastici sia perché Benucci non perdesse a sua volta i diritti sui figli e sull'eredità di Strozzi.

#### Prima edizione dell'Orlando Furiosoe distacco dal cardinale Ippolito (1514-1517)
Tornato a Ferrara, dal 1514 Ariosto poté dedicarsi a nuove rappresentazioni delle sue commedie Cassaria e I Suppositi. Il 30 ottobre però dovette nuovamente recarsi a Roma al seguito di Ippolito. Presso la gola del Furlo, vicino al fiume Candigliano, fu colto da malore e fece sosta a Fossombrone. Con la febbre alta e temendo di non potersi riprendere, scrisse alcuni versi nel Capitolo X indirizzati al cardinale:
|    | Del bel numero vostro avrete un manco,       |

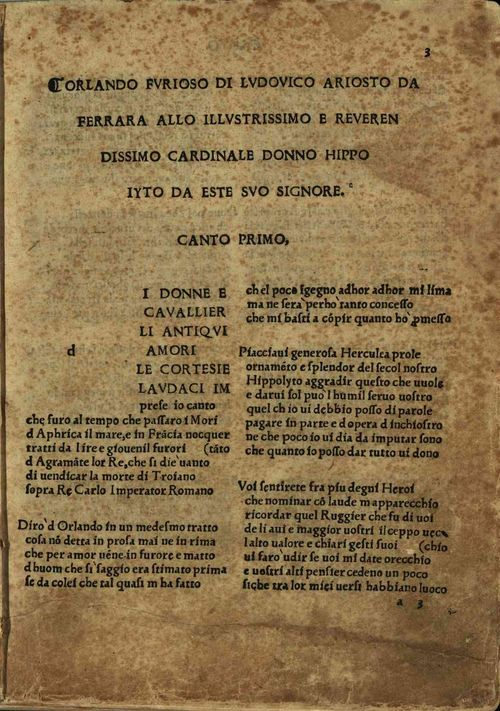
Prima pagina dell'edizione Mazzocco dell'Orlando Furioso conservata presso la Biblioteca comunale Ariostea ferrarese, con la dedica al cardinale Ippolito

|    | signor: ché qui restio dove Apenino          |
| 3  | d'alta percossa aperto mostra il fianco,     |
|    | che per agevolar l'aspro camino              |
|    | Flavio gli diede, in ripa l'onda ch'ebbe     |
| 6  | mal fortunata un capitan Barchino.           |
|    | Restomi qui, né, quel ch'Amor vorrebbe,      |
|    | posso a Madonna sodisfar, né a voi           |
| 9  | l'obligo scior che la mia fé vi debbe.       |
|    | Tiemmi la febre, e più ch'ella m'annoi,      |
|    | m'arde e strugge il pensar che, l'importuna, |
| 12 | quel che devea far prima ha fatto poi.       |
|    | Capitolo X, vv. 1-12                         |

Il 22 aprile 1516, per lo stampatore Giovanni Mazzocco di Bondeno, uscì la prima edizione «rozza e mancante» in quaranta canti dell'Orlando furioso, con privilegio di stampa di Leone X e dedicato a Ippolito d'Este. Costui non apprezzò affatto l'opera: si tramanda l'episodio in cui questi, ritornato a Ferrara da una delle sue frequenti missioni a Roma, dove con molta probabilità aveva avuto modo di leggerlo tutto o in larga parte, non appena vide l'Ariosto gli chiese:
Ciononostante, il poema godette di uno straordinario successo presso i contemporanei, come testimonia la lettera di Niccolò Machiavelli indirizzata all'amico Lodovico Alamanni, nella quale egli lo giudicò «bello tutto, e in di molti luoghi mirabile».
Ormai logorati da tempo, i rapporti tra il poeta e il cardinale giunsero a un definitivo punto di rottura nel 1517: Ippolito doveva infatti andare a Buda, presso la sua nuova sede vescovile, ma Ariosto rifiutò di accompagnarlo, congedandosi definitivamente dal servizio di cortigiano. Come scrive Riccardo Bruscagli, docente presso l'Università degli Studi di Firenze: «È questa l'occasione della prima Satira, in cui l'Ariosto difende pacatamente ma fermamente la sua posizione, segnando con rigore il confine tra gli obblighi del servizio cortigiano e la sua propria indipendenza di uomo privato, dedito ai suoi affetti e alla sua vocazione letteraria.»
L'autore perdette inevitabilmente i suoi benefici ecclesiastici, tra cui le proprietà del Castel San Felice e di Santa Maria in Benedellio, sebbene gli vennero lasciati Sant'Agata sul Santerno e un terzo degli utili della Cancelleria Arcivescovile di Milano, ottenuti grazie a un contratto con un appartenente della ricca famiglia Costabili.

### Al servizio del duca Alfonso I d'Este

#### Difficoltà economiche (1518-1521)
Nel 1518 il duca Alfonso I d'Este, «ben informato del ristretto patrimonio degli Ariosti, memore dei buoni servigi [...] prestati alla Casa Estense», ammise tra i suoi stipendiati il poeta, in quel momento «negletto e privo d'impiego» (aveva solamente versificato e rappresentato ancora una volta a teatro la Cassaria).
L'Ariosto, in una condizione di nuova «"servitù" [...] ma di minor disagio e probabilmente più dignitosa», godette di un grande prestigio letterario e la sua carriera teatrale registrò grandi successi, tra cui la messa in scena nel 1519, a Roma, de I suppositi, con la scenografia di Raffaello Sanzio. Tuttavia, la situazione economica era tale ancora da non permettergli di raggiungere quell'indipendenza che a lungo cercava: l'eredità del cugino Rinaldo, morto senza testamento ed eredi, che in quell'anno era riuscito ad ottenere, non riuscì di fatto a sollevarlo, ma anzi lo costrinse a una diatriba, protrattasi per tutto il resto della sua esistenza, sul possesso della tenuta di Bagnola con la camera ducale, che la esigette per sanare il debito di certi canoni da lui non pagati.
Nel 1520 spedì una copia in versi sdruccioli della sua terza commedia, Il Negromante (sbozzata intorno al 1509), a Leone X, mentre nel 1521 mandò alle stampe, per Giovan Battista Pigna, una seconda edizione revisionata del Furioso, sempre in quaranta canti e con il privilegio del pontefice.

#### Governatore della Garfagnana (1522-1525)

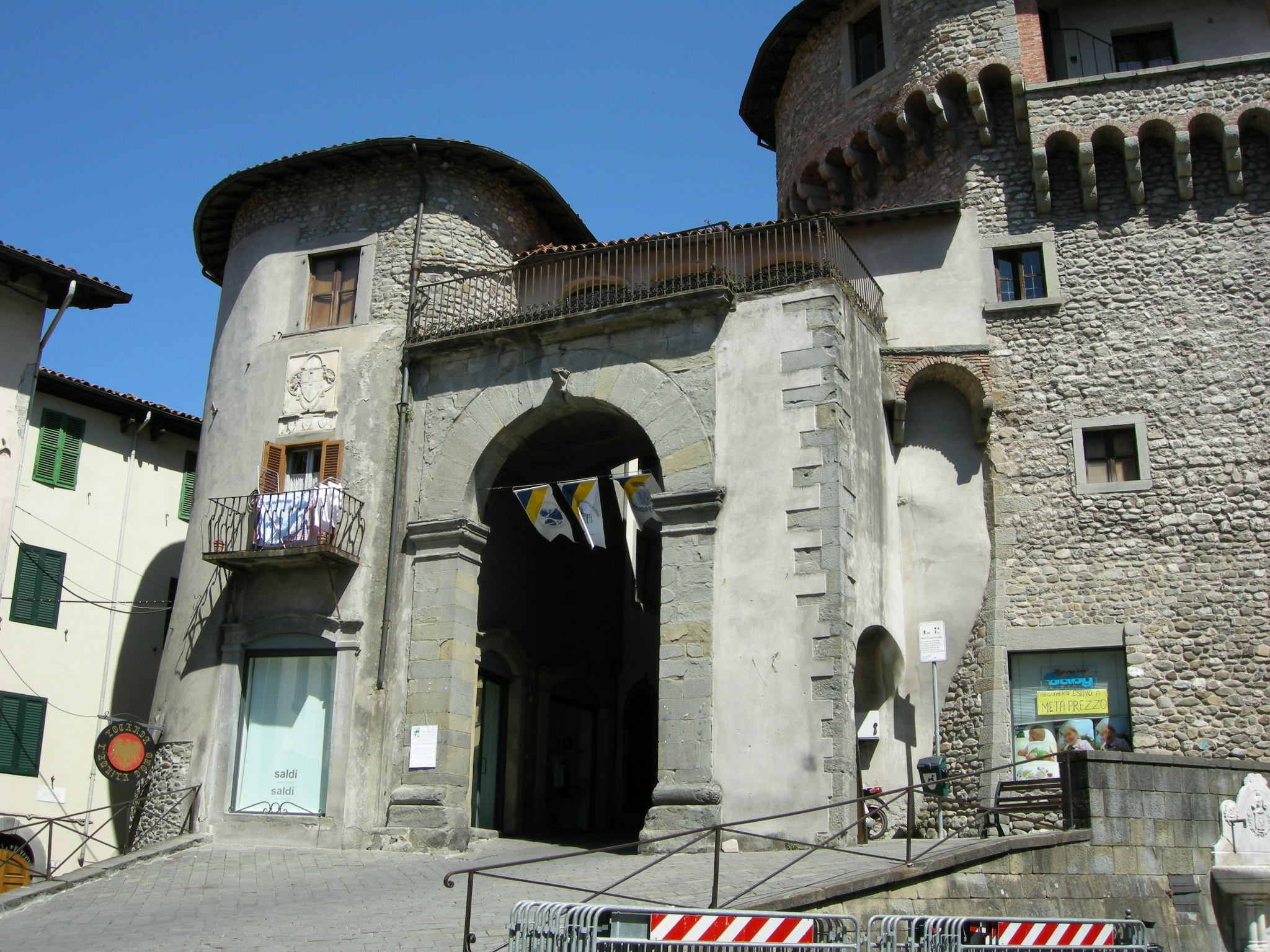
Rocca Ariostesca a Castelnuovo di Garfagnana

Alfonso I d'Este, consapevole delle necessità economiche del poeta, ma anche delle sue abilità come amministratore, nel 1522 gli affidò la gestione della Garfagnana. Ariosto partì per Castelnuovo di Garfagnana quello stesso 20 febbraio, dopo aver fatto testamento e aver messo ordine nei suoi affari. La regione necessitava di un governo forte sia per il carattere della popolazione sia perché parte del territorio era in preda al banditismo. Il poeta si trovò nella necessità di contrastare tale fenomeno, che era particolarmente evidente nell'alta Garfagnana, a Ponteccio.
Malgrado i timori manifestati già prima della partenza, ricevette una buona accoglienza «per insino da' Masnadieri, uomini quasi ferini e privi d'umanità», che già lo conoscevano per fama sua, del padre e della famiglia. Tuttavia, come egli stesso scrisse nel 1523 nella Satira IV dedicata al cugino Sigismondo Malaguzzi, quell'incarico fu per lui pieno di frustrazioni e scontentezze, obbligandolo ad un patetico tenore di vita, a subire un'«endemica anarchia» e alla lontananza dai suoi studi, dalle amicizie e da Ferrara. In particolare, gli mancava Alessandra Benucci, alla quale era molto legato e che poteva vedere solo nelle rare occasioni nelle quali veniva richiamato alla corte estense. Si trovò comunque bene nella sua residenza a Castelnuovo, vivendo per diverso tempo nella rocca che in seguito avrebbe preso il suo nome.

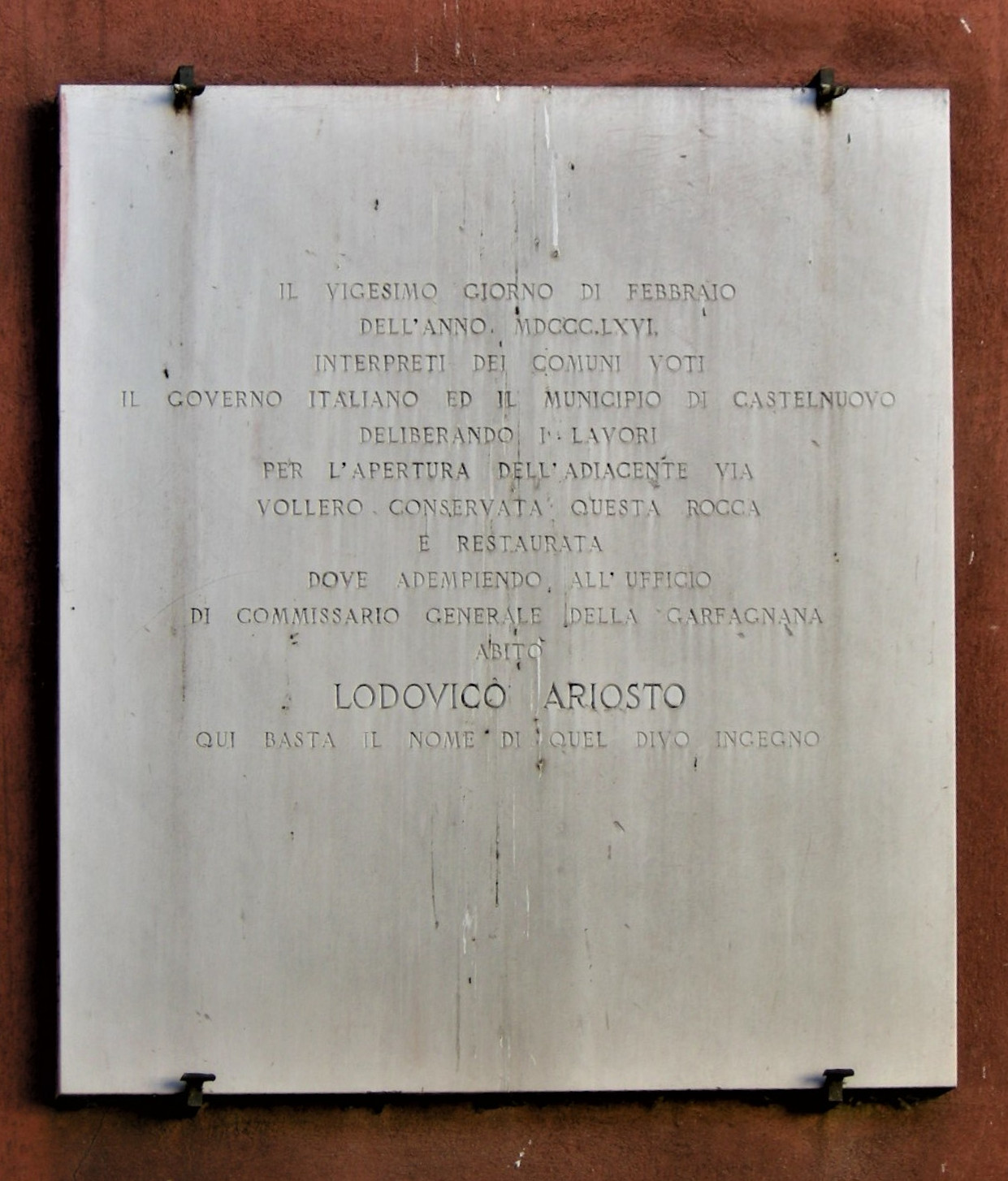
Epigrafe che ricorda il soggiorno del poeta nella Rocca di Garfagnana durante il suo incarico di Commissario Generale

Tra gli affetti ebbe vicino solo il figlio Virginio, ancora adolescente e che stava educando agli studi classici, e Bonaventura Pistofilo, signore di Pontremoli e segretario di Alfonso. Quest'ultimo gli propose di divenire ambasciatore ducale presso il neoeletto papa Clemente VII, ma Ariosto, nella Satira VII a lui dedicata, rifiutò l'offerta, pur ringraziandolo:
sia sempre il tuo desir in essaltarmi,

e far di bue mi vogli un barbaresco;»
(Satira VII, vv. 19-21)
Durante la sua reggenza della Garfagnana, l'autore confermò le sue doti di amministratore pratico e giusto, contrastando l'azione dei briganti, mantenendo il controllo tra le diverse fazioni locali e superando i pericoli legati a pestilenze e carestie. Poté però contare su pochi armati da lui personalmente stipendiati e dovette mediare con un atteggiamento troppo permissivo del duca.
In particolare, i suoi rapporti con il Moro, capo brigante a Sillico, furono emblematici della situazione. Il criminale godeva della fama di difensore della povera gente contro il potere vessatorio del governo, mentre in realtà fu uno dei più feroci della Garfagnana. Quando, a fatica, Ariosto riuscì a catturarlo e condannarlo a morte, Alfonso fece in modo di liberarlo, e questo perché spesso il bandito e la sua banda venivano arruolati come mercenari.

#### Ritorno a Ferrara e la casa nel quartiere Mirasole (1525-1528)

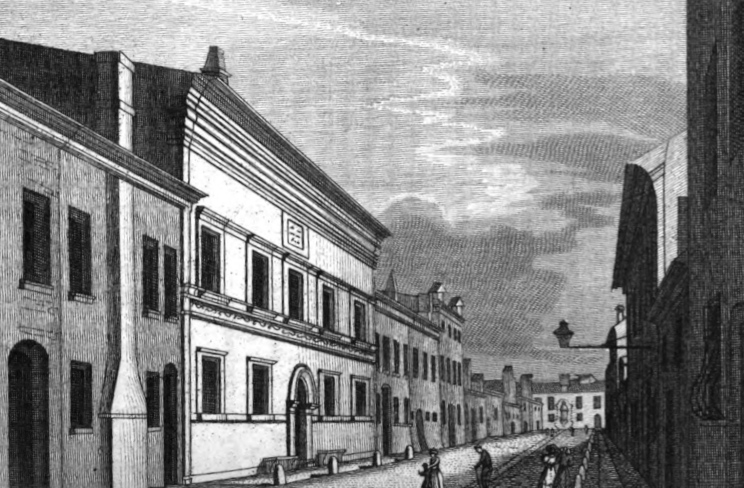
Casa di Ludovico Ariosto, Esterno (1838). Illustrazione tratta da Il servitore di piazza: Guida per Ferrara di: Francesco Avventi

Ludovico Ariosto tornò a Ferrara nel settembre del 1525, mentre il duca era in viaggio verso Madrid per incontrare Carlo V d'Asburgo. In quel momento conobbe e divenne amico di Ercole Bentivoglio, con il quale iniziò a confrontarsi a lungo, nel cortile del Castello Estense. Intanto, veniva ristampato, senza la sua approvazione, l'Orlando furioso, che era ormai divenuto famoso in tutta la penisola. Il 30 marzo 1526 uscì l'edizione di Giovanni Angelo Scinzenzeler di Milano e ad agosto quella di Sisto Libraro di Venezia.

A giugno, intanto, le eredità e le proprietà in comune con i fratelli vennero divise e Ariosto decise di vendere la casa paterna in strada di Santa Maria delle Bocche, nella parte medievale cittadina, per comprare dagli eredi di Bartolomeo Cavalieri (vecchio cortigiano di Ercole I d'Este)

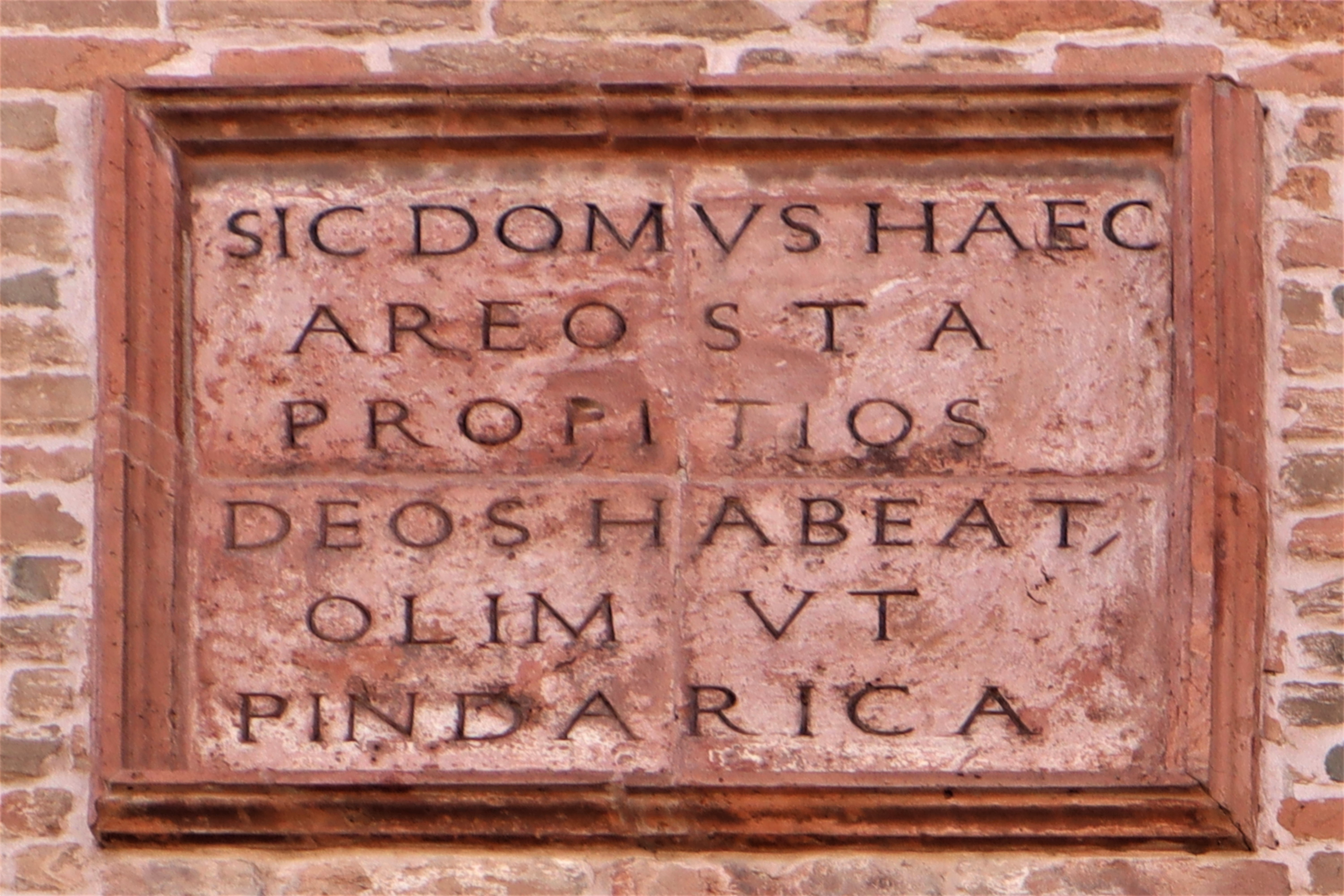
Epigrafe in cotto posta sulla facciata della casa di Ariosto, in via Ariosto (già via Mirasole) a Ferrara

 presso il notaio Ercole da Pistoia un'abitazione più piccola, nella nuova contrada di Mirasole, diventata un quartiere cittadino con la grande Addizione Erculea di pochi anni prima. L'edificio, attribuito all'architetto Girolamo da Carpi, venne restaurato dopo l'acquisto e dal 1528 divenne la sua nuova casa di famiglia, con un giardino realizzato grazie all'acquisto del terreno circostante e da lui curato personalmente. Il trasloco avvenne il giorno di Pasqua (o il 29 settembre, giorno di San Michele, come era tradizione a Ferrara e nell'intera Pianura Padana), e il poeta vi si trasferì con il figlio Virginio e con l'amata Alessandra Benucci per trascorrervi gli ultimi anni della sua vita.
Sulla facciata principale, sopra l'ingresso, fece mettere una piccola lapide in cotto, sulla quale fu inciso, in latino:
Sembra inoltre che avesse fatto inserire nel fregio d'ingresso, sebbene con molta probabilità fosse già presente, il distico:

#### Successo teatrale e missioni da funzionario presso il duca (1527-1531)

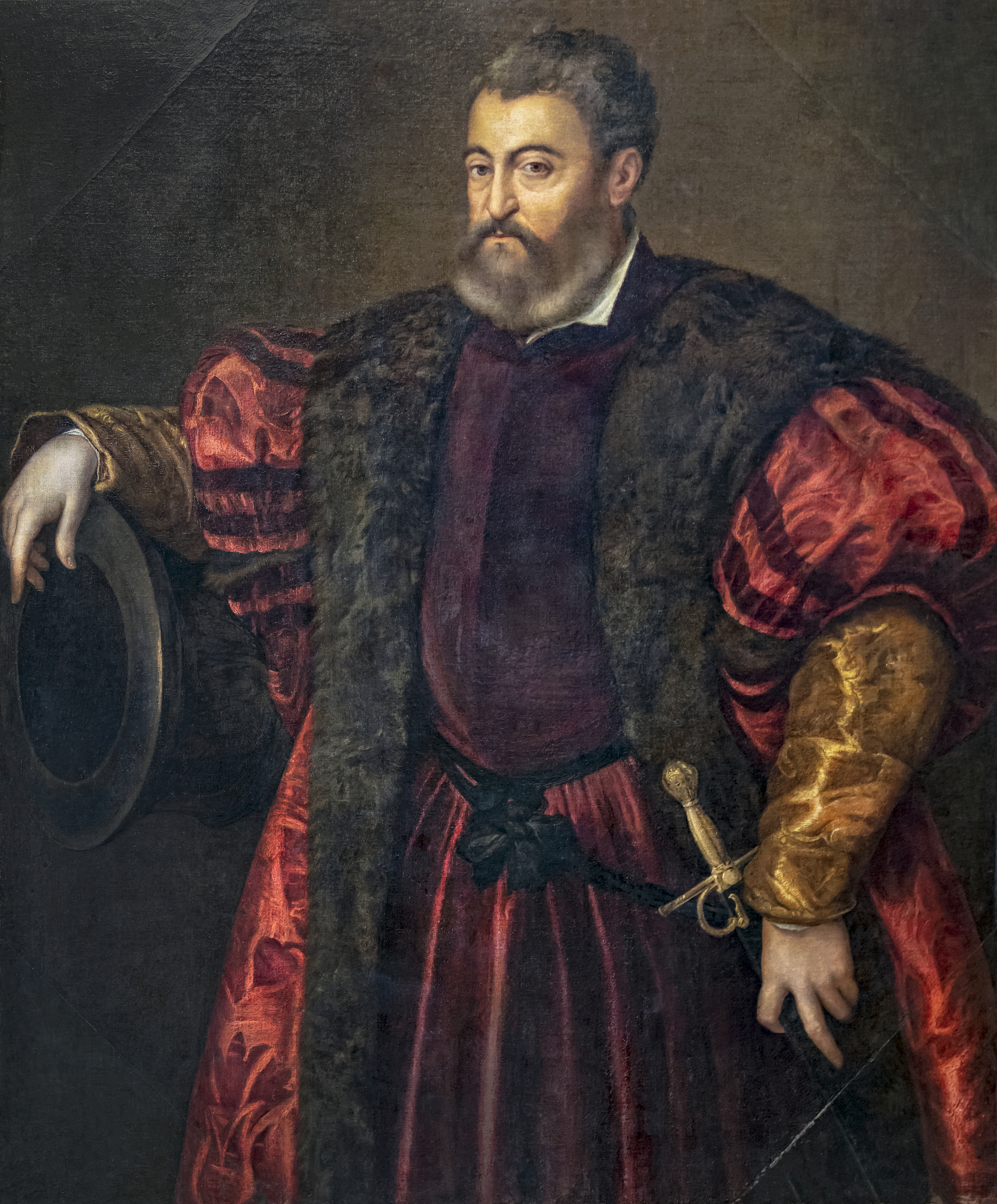
Replica attribuita a Tiziano Vecellio del Ritratto di Alfonso I d'Este, oggi perduto; olio su tela (1530-1535 circa), conservata alla Fondazione Bemberg di Tolosa

Il duca Alfonso I d'Este, «Dilettandosi molto [...] di sceniche rappresentazioni» e dal momento che «amava certamente [...] grandemente l'Ariosto [...] tanto che Virginio nelle sue memorie arrivò a dire, che Lodovico tenne con il duca medesima intrinsichezza», permise al poeta di continuare a produrre commedie e di migliorare quelle già realizzate, superando in successo anche il Ruzante, il quale era in quel periodo a corte. Nel 1527 gli venne affidata la direzione dell'appena realizzato Teatro di Sala Grande di Corte, che fu il primo teatro stabile in Europa, dotato di scene fisse in legno e di grandi tribune. Qui vennero rappresentate innanzi a principi ed «onorati cittadini» dell'epoca le opere dell'Ariosto, tra cui La Lena, il cui prologo venne recitato nel 1528 innanzi al figlio del duca, Francesco.
L'autore quindi si trovò pertanto a perseguire i suoi studi e le sue occupazioni letterarie con grande libertà, godendo del prestigio dei suoi lavori e del consenso della corte: riscrisse in endecasillabi sdruccioli La Cassaria e I suppositi, perfezionò Il Negromante e avviò una revisione dell'Orlando Furioso, toscanizzando il testo ed ampliandolo con nuovi canti.
D'altronde i compiti di funzionario furono esigui e di carattere eccezionale; oltreché addetto al Magistrato dei Savi tra il 1528 ed il 1530, fu soprattutto appresso al duca in varie occasioni: nel 1529 a Modena, per scortare Carlo V d'Asburgo fino al passo di sant'Ambrosio, ai confini dello Stato Pontificio, dove sarebbe stato incoronato da Clemente VII imperatore del Sacro Romano Impero e re d'Italia; a metà novembre del 1530 a Venezia, tra gli ambasciatori di Alfonso che si era incontrato con Francesco II Sforza per trattare «i comuni interessi»; tra primavera ed estate del 1531 ad Abano Terme, dove l'Este si era dovuto fermare per fare dei bagni curativi; nell'ottobre dello stesso anno fu ambasciatore presso il capitano dell'esercito spagnolo Alfonso III d'Avalos (il quale volle concedergli una ricca pensione per via del suo prestigio letterario) a Correggio, dove ebbe modo in più d'incontrare la poetessa Veronica Gambara, con la quale intrattenne un rapporto epistolare.

#### Ultima edizione dell'Orlando Furioso(1532)
Ariosto fu soddisfatto dal successo che ebbe la messa in scena delle sue opere al teatro di Sala Grande di Corte e continuò a dedicarsi a correzione e ampliamento del suo poema cavalleresco per tutto l'inverno e il maggio del 1532 a «emendare [...] , riordinare, e trascrivere» e faticando da maggio a ottobre ad «assistere alla revisione de' fogli di mano in mano che uscivano dal torcolare». Soffrì dell'«imperizia» degli stampatori e dei correttori, che lo costrinsero a numerosi viaggi dalla sua casa alla tipografia di Franco Rosso da Valenza e tale «nojosissima» attività contribuì a minarlo nella salute. Si rese conto in quel periodo della necessità di una nuova revisione ma non ne avrebbe avuto il tempo.
L'edizione, in quarantasei canti, uscì il primo ottobre di quell'anno e generò grande scalpore presso le corti italiane alle quali il poeta ne aveva mandato copie, come nel caso del Ducato di Urbino dove stava Guidobaldo II della Rovere, «per sentire i giudizi altrui, e principalmente per onorare la Casa Estense, e far cosa gradita ai Personaggi allora viventi, nel Poema ricordati con lode».

#### Mantova e la "favola" dell'Incoronazione (1533)

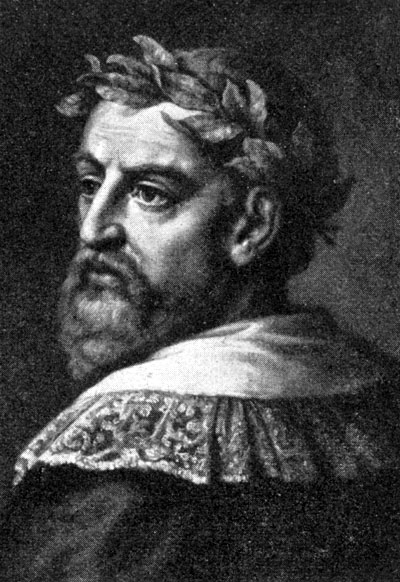
Uno dei ritratti di Ludovico Ariosto con la corona trionfale, contenuto nell'antologia tedesca Bibliothek des allgemeinen und praktischen Wissens - Bd. 5 (1905)

Alfonso I d'Este nel 1533 partì da Ferrara verso il Friuli accompagnato da una scorta di duecento cavalieri. Arrivò a Conegliano e qui incontrò Carlo V d'Asburgo dal quale aveva avuto verso la fine di ottobre del 1532 il sostegno per il mantenimento di Modena nel ducato malgrado il parere contrario di papa Clemente VII, e poi lo accompagnò a Mantova, dove arrivarono il 7 novembre. Ariosto, ormai compromesso nella salute, arrivò in città con un percorso più breve e diretto con un battello lungo il corso del Po e vi rimase poco più di un mese. In quell'occasione presentò il suo poema e l'imperatore lo apprezzò a tal punto che decretò gli venisse conferita la corona d'alloro. Che la cerimonia fosse stata o meno celebrata non è chiaro: la dicitura "Ariosto Poeta" iniziò a diffondersi di fatto soltanto dopo la sua morte e su testi celebrativi come Historie di tutte le cose degne di memoria di Marco Guazzo (1544) e Il fioretto delle cronache di Mantova di Stefano Gionta (1844). In seguito tale notizia venne ripresa da diversi altri autori come Girolamo Baruffaldi il vecchio, Apostolo Zeno e Ludovico Antonio Muratori e l'iconografia ufficiale iniziò a rendere tale incoronazione ancora più credibile con opere successive quali statue, ritratti, medaglioni e incisioni.
Baruffaldi il giovane sulla questione scrisse: «Quindi bisogna concludere, o che la Incoronazione dell'Ariosto fu mera favola, o tutto al più, che qualche privato Diploma o Chirografo di Carlo V. diede al Poeta il titolo, o privilegio di Poeta Laureato, senza che mai avesse luogo l'atto solenne e pubblico della Incoronazione.».

### Morte

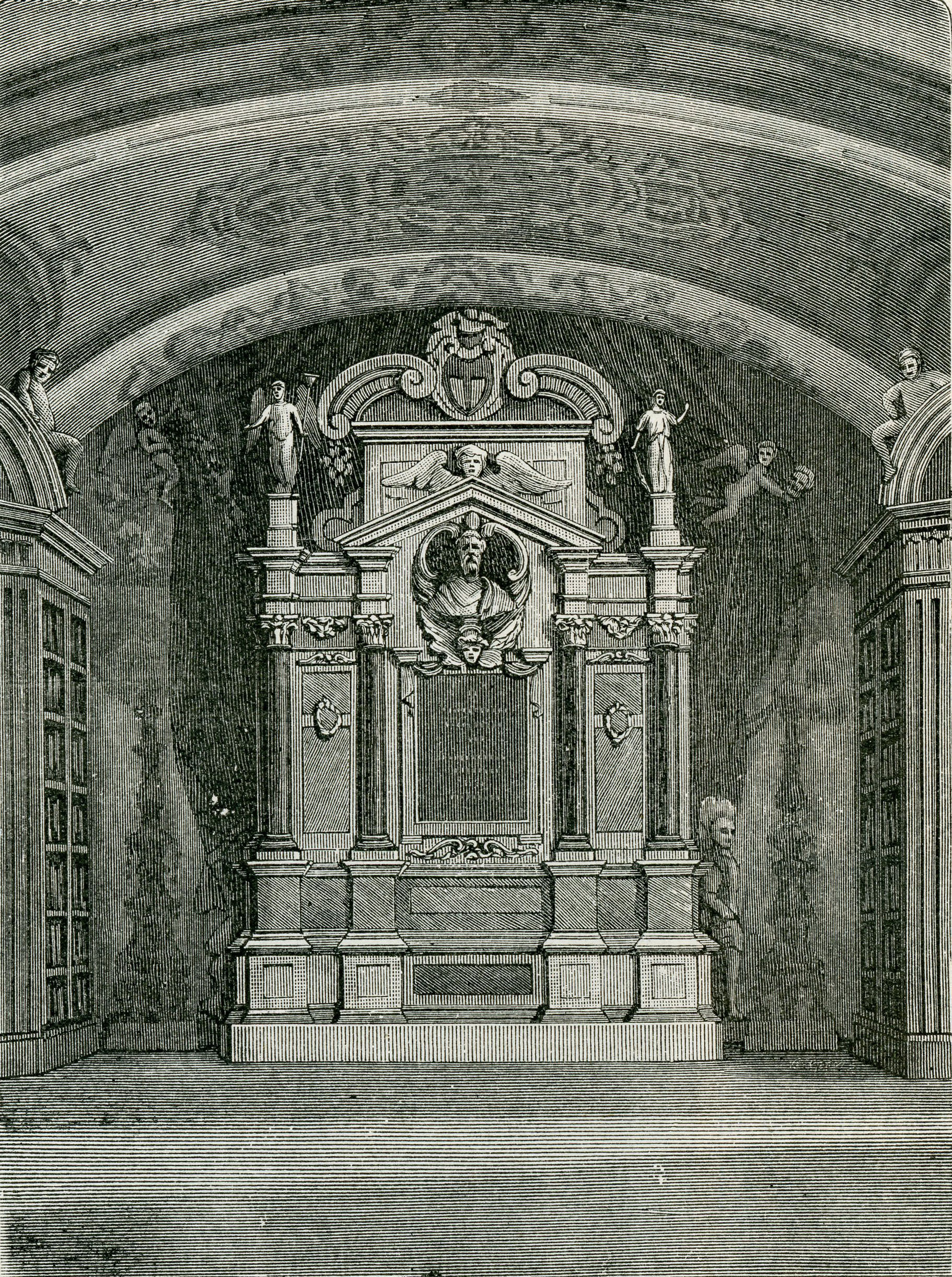
Xilografia della tomba di Ludovico Ariosto presente nel saggio La patria, geografia dell'Italia. Province di Ravenna, Ferrara, Forlì e Repubblica di San Marino di Strafforello Gustavo, pubblicato dall'Unione Tipografico Editrice nel 1901

Lo stato di salute di Ariosto si aggravò dopo il ritorno da Mantova e l'enterite lo costrinse a letto dalla fine di ottobre del 1532. In queste condizioni scrisse un secondo testamento nel quale il primogenito Giambattista, pur non venendo dichiarato legittimo, venne riconosciuto ed ebbe la concessione di un vitalizio. L'ultimo giorno dell'anno andò a fuoco il teatro di Sala Grande di Corte e l'intera «Scena stabile» andò perduta. L'evento fu un duro colpo per il poeta che «da quel giorno, [...] non si riebbe, né si alzò più dal letto». Si spense lentamente e morì il 6 luglio del 1533, «tre ore dopo il mezzodì [...] contando cinquant'otto anni di età, otto mesi, e giorni 28». Michele Catalano riporta che alcune fonti, sin da quel secolo, cominciarono erroneamente ad indicare altre date, come ad esempio il 6 giugno.
La notte stessa nella quale morì il corpo del poeta venne traslato dalla sua casa alla vicina chiesa di San Benedetto. Furono alcuni monaci di quel convento a svolgere tale servizio seguendo le sue disposizioni e seppellendolo con grande semplicità e senza sfarzi. La notizia del decesso venne comunicata alla corte estense solo alcuni giorni più tardi. Il fratello Gabriele provò a far costruirne una tomba più adatta alla sua fama ma non ottenne alcun risultato e il figlio Virginio tentò inutilmente di riportare le spoglie nel giardino della casa in contrada Mirasole in una cappella dedicata a San Lorenzo che nel frattempo era stata costruita. Per circa quarant'anni la tomba rimase quella prima e umile che cominciò a venir visitata sempre più frequentemente da poeti e letterati italiani e stranieri.

Chiesa di San Benedetto, dove il monumento funebre di Ludovico Ariosto rimase sino al 1801

Nel 1573 venne avviata, grazie al gentiluomo ferrarese Agostino Mosti (che era in quell'anno venuto a mancare e aveva, in quanto ammiratore dell'opera ariostesca, stanziato parte del suo patrimonio per finanziare l'impresa), l'edificazione di un monumento in marmo nella cappella della Natività di Gesù Cristo, a destra dell'altare maggiore, in cui i resti furono traslati il 6 giugno per celebrare il quarantesimo anniversario della morte. Nel 1612 lo scultore mantovano Alessandro Nani, su disegno dell'architetto Giovan Battista Aleotti, realizzò un nuovo monumento funebre sul quale vennero incise due epigrafi in latino: una in versi di anonimo gesuita e l'altra in prosa di Giovanni Battista Guarino (e ritoccata dal dotto gesuita Bernardino Stefonio).
Ludovico · Areosto

ter · illi · max · atq · ore · omnium · celeberr

vati · a · Carolo · V · Cæs · coronato

nobilitate · generis · atq · animi · claro

in · reb · pub · administran · in · regen · populis

in · graviss · ad · summ · pont · legationib

prudentia · consilio · eloquentia

præstantiss
Ludovicus · Areostus · pronep · ne · quid

domesticæ · pietat · ad · tanti · viri

gloriam · cumulan · defuisse · videri

possit · magno · patruo · cuius · ossa

hic · vere · condita · sunt · p · c

Ann · sal · cic · iccxii

vix · Ann · lix

obiit · Ann · sal · cic · ic · xxxiii

viii · idvs · ivnii»
(L'epigrafe in prosa sulla lapide tombale)

Entrata del palazzo Paradiso, biblioteca comunale Ariostea, dove si trova il monumento funebre del poeta

Con l'arrivo delle truppe d'invasione francesi a Ferrara la situazione mutò. Durante il periodo della Repubblica Cisalpina, tra la fine del XVIII e l'inizio del XIX secolo, la chiesa che aveva sino a poco prima ospitato il monumento funebre venne trasformata in caserma, subendo il destino di numerosi luoghi di culto cittadini, molti dei quali soppressi. Prima che si realizzassero completamente le disposizioni francesi riguardanti la chiesa di San Benedetto il generale Sextius Alexandre François de Miollis fece spostare l'intero monumento con le ceneri il 6 giugno 1801. La cerimonia fu solenne perché non si intendeva solo rendere omaggio al poeta ma sancire anche il passaggio formale della conservazione della memoria affidata non più alla Chiesa ma all'istituzione laica dello Studium. Fu scelto quindi il palazzo Paradiso, allora sede dell'ateneo e poco lontano delle case di Ariosto in strada di Santa Maria delle Bocche nelle quali il poeta e la sua famiglia avevano vissuto a lungo e «dov'egli da giovine recavasi a udire le lezioni di Gregorio da Spoleti».
La sala che accolse il monumento venne adattata in modo che avesse il giusto risalto e la parete sullo sfondo venne affrescata con l'immagine di Ariosto e con figure allegoriche ed angeli. Le ricche decorazioni pittoriche furono eseguite da Giuseppe Santi, artista di Bologna molto apprezzato dai francesi e residente da tempo a Ferrara.

## Immagine letteraria e personalità di Ariosto
Ariosto, nelle sue opere, lascia di sé un'immagine di uomo amante della vita vicina alla famiglia, tranquilla, senza atteggiamenti eroici:
(Ludovico Ariosto, Satira III)
 e descrive le sue condizioni a volte quasi di povertà o di serie difficoltà. Questo avviene, ad esempio, nel periodo della sua permanenza in Garfagnana come rappresentante del governo estense, quando ebbe come residenza la rocca di Castelnuovo, certamente non nelle condizioni che poi assunse ma neppure un'umile dimora. L'immagine che ci presenta di sé quindi è letteraria, di «una scelta matura e meditata». Per dovere o per scelta egli viaggiò molto dimostrando in questo notevoli doti pratiche e di amministratore attento.
Ludovico Ariosto è ritenuto uno dei più importanti rappresentanti del Rinascimento maturo, con Francesco Guicciardini e Niccolò Machiavelli. e rappresenta l'ultimo grande umanista di fronte alla crisi dell'Umanesimo. Raffigura ancora l'uomo che si pone al centro del mondo come un demiurgo in grado di plasmarlo con l'arte mentre nella sua vita reale e sociale rimane un cortigiano subordinato alla volontà del suo signore.

### Umanesimo nell'Ariosto
Una scelta importante che fece fu quella del volgare per scrivere le sue opere e questo si deve in larga misura a Pietro Bembo.
Secondo alcune fonti ha coniato il termine "umanesimo" (mutuato dal latino humanus o dall'espressione studia humanitatis), per indicare «l'insieme di studi e discipline liberali incentrati sull'uomo e sulla sua natura».
Nel 1785 il gesuita e letterato Andrea Rubbi nelle note dell'edizione veneziana dell'Orlando furioso, scrisse: «Tutti gli altri nostri poeti o moderni o antichi tanto sono inferiori all'Ariosto quanto lo è uno scrittore ad un genio. Genio faceto nelle commedie, genio critico nelle satire, genio amabile nel lirico italiano e latino; ma genio grande nell'epica. Niuno aspiri al suo sublime, se non ha la forza della sua anima.» Certamente in quel periodo storico per la corte di Ferrara rappresentò l'apice dell'umanesimo ferrarese con il suo recupero del teatro classico con la sua Cassaria.

## Opere

### Liriche

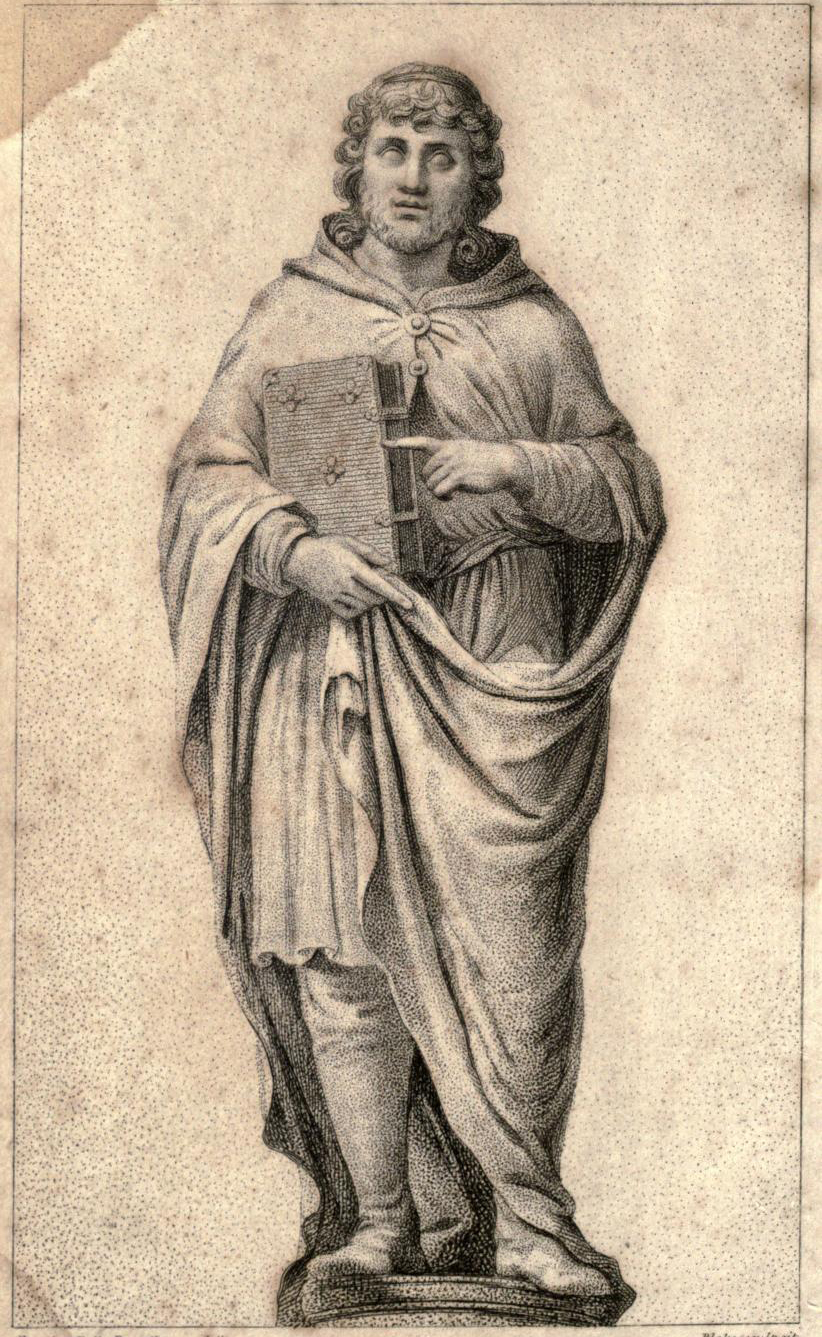
Gaio Valerio Catullo, uno degli autori presi a modello dall'Ariosto per la sua produzione lirica in latino e in volgare

#### Carmina
Negli anni della sua formazione, circondato dall'affetto e dall'influenza del maestro Gregorio da Spoleto e degli umanisti suoi amici, Ludovico Ariosto ebbe modo di cimentarsi nella scrittura di versi latini: risalenti quasi tutti al periodo che va dal 1493 al 1502, non furono mai sistemati in forma di canzoniere e rappresentano la testimonianza, non tanto artistica quanto documentaria, degli studi dei poeti classici, quali Orazio, Virgilio, Tibullo e Catullo, che avrebbero lasciato un'impronta indelebile sullo stile e sul gusto del poeta.
In particolare da Catullo e Orazio, ma anche da Ovidio, vengono mutuati la varietà tematica e alcuni argomenti tipici, tra cui le invettive e le dediche occasionali, indirizzate ad amici o conoscenti facenti parte della cultura ferrarese. Per esempio Alberto Pio da Carpi è destinatario di un'ode, sul ritorno dalla Francia di Gregorio da Spoleto, e di un epicedio, in cui tratta della morte per avvelenamento, per mano di una serva, della madre Caterina; a Ercole Strozzi è indirizzata un’elegia sul trapasso del poeta greco Michele Marullo Tarcaniota. Ariosto tocca anche eventi facenti capo alla sua vita personale e alla società contemporanea, come in un epitalamio in cui celebra le nozze di Lucrezia Borgia e Alfonso I d'Este oppure in un'ode al cugino Pandolfo in cui parla della discesa di Carlo VIII in Italia.
Il poeta si ispirò molto all'ambiente dell'umanesimo padano d'area ferrarese, che aveva raggiunto i maggiori traguardi, apprezzati in tutta Italia soprattutto per quanto riguarda la ricerca linguistica latina, con Tito Vespasiano Strozzi e Matteo Maria Boiardo. Pur non raggiungendo il loro risultato, egli si dimostrò comunque un abile verseggiatore; come infatti scrive Antonio Piromalli:
L'umanista Giovan Battista Pigna fece in modo di mandare alle stampe nel 1553, per Vincenzo Valgrisi di Venezia, un'antologia di sessantasette componimenti ariosteschi (ma contenente anche sue poesie), dal titolo Carmina.

#### Rime

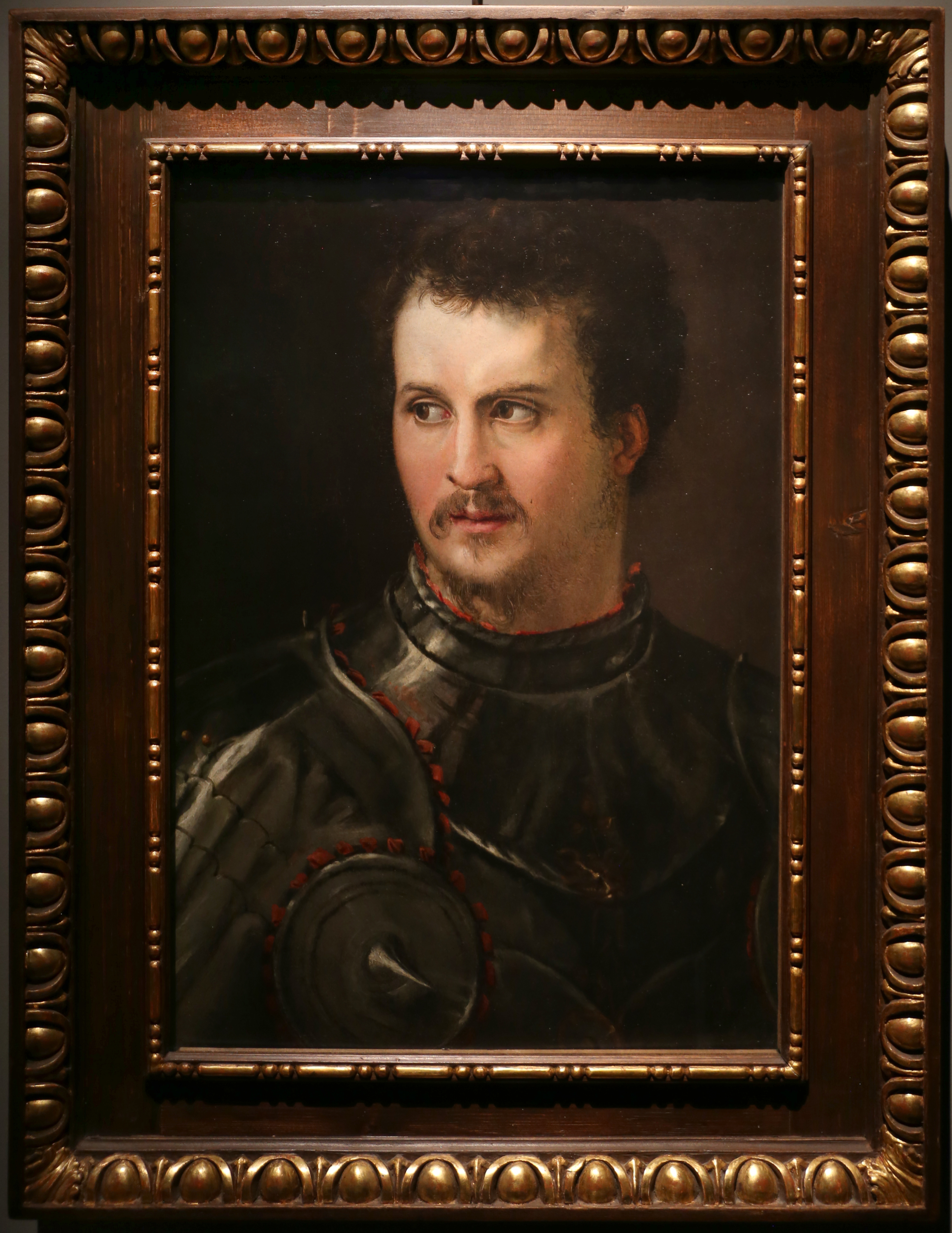
Dipinto raffigurante Giovanni delle Bande Nere (1546-1548), opera di Francesco Salviati conservata nella Galleria Palatina

Ariosto scrisse dei componimenti in volgare dal 1493 sino al 1527, realizzando in tutto quarantuno sonetti, ventisette capitoli in terzine dantesche, dodici madrigali, cinque canzoni e due egloghe. Perlopiù sono poesie a carattere quotidiano e d'amore, dedicate ad Alessandra Benucci, ma non mancano temi politici e sociali come, ad esempio, la congiura del 1508 contro Alfonso I d'Este ordita dai suoi fratelli Giulio e Ferrante o la morte nel 1526 di Giovanni delle Bande Nere.
Anche i carmi in volgare non vennero mai raccolti in un canzoniere, come quelli in lingua latina, anche perché il loro autore non li teneva in molta considerazione. Soltanto nel 1546 vennero pubblicati con il titolo Rime di M. Lodovico Ariosto non più viste, et nuovamente stampate a instantia di Iacopo Modanese, ciò è Sonetti Madrigali Canzoni Stanze Capitoli da Iacopo Coppa (detto Iacopo Modenese), a Venezia, grazie anche alla protezione che ottenne dalla nobildonna Caterina Barbaro, la quale nell'edizione sottoscrisse una dedica a Lodovico Morosini.
Le Rime dimostrano quanto Ariosto fosse lontano dal petrarchismo ortodosso promosso dal Bembo e dalla produzione poetica cortigiana ferrarese di quegli anni, artificiosa e circonvoluta, quale era ad esempio quella di Matteo Maria Boiardo.
In esse vengono adottate soluzioni narrative libere e realistiche e una poetica più colloquiale, senza tuttavia un punto rigido di riferimento.

### Teatro
Ariosto ha legato la sua fama principalmente all'Orlando Furioso ma in vita ebbe un grande successo grazie soprattutto alla sua attività da commediografo nell'«importante stagione rappresentativa dei volgarizzamenti plautini e terenziani promossa da Ercole I d'Este negli anni Ottanta del Quattrocento» e diede così lustro non solo al suo nome ma anche a quello di Ferrara, che intendeva in tal modo divenire uno dei centri culturali della scena cinquecentesca. Il ventennio che inquadra le commedie (1508-1528) è suddivisibile in due periodi ben distinti (separati dalla parentesi delle missioni diplomatiche a Roma presso Giulio II), nei quali l'autore «conferma la sua continua ricerca di una lingua comica adeguata, scioltamente dialogica ma al tempo stesso ritmica, stilisticamente sostenuta»:
- Il primo (1508-1509) vede la realizzazione e la rappresentazione de La Cassaria e I Suppositi, redatte in prosa ritmica e sensibilmente legate alla tradizione latina di Plauto e Terenzio, dai quali riprende sistematicamente le situazioni (lo scambio d'identità, i colpi di scena, l'agnizione finale etc...) e il sistema dei personaggi (come il servo furbo e parassita, il padre avaro, il giovane innamorato e così via).[3][169]
- Il secondo (1520-1528) accoglie il passaggio dalla prosa alla poesia, con la versificazione delle precedenti opere e la creazione de Il Negromante e La Lena, innestati su endecasillabi sdruccioli (volti a elevarne la caratura letteraria[61][170]) dalla cadenza monotona e tuttavia dissimulata da «una sintassi agile e variata, capace di mimare adeguatamente la disinvoltura del parlato»; dal punto di vista contenutistico, mostrano una ben più matura analisi dei caratteri, mutuata dalla parallela evoluzione del genere, che aveva ne La Calandria di Bernardo Dovizi da Bibbiena (del 1513) e la Mandragola di Niccolò Machiavelli (del 1518) i suoi esempi massimi,[168] e della costruzione della trama.[171]

Le commedie ariostesche ebbero un ruolo di cruciale importanza nella rifondazione dei generi teatrali del Rinascimento stabilendo il canone della drammaturgia «regolare» con la struttura in cinque atti, con le scenografie sfarzose e con il ricorso di topoi della latinità.
La critica letteraria successiva tuttavia ne ha sottolineato pure i difetti giudicando le opere ariostesche troppo ancorate ai modelli di partenza e non pienamente riuscite sotto il profilo espressivo e linguistico. Di fatto la ricerca del parlato toscano, condotta attraverso l'adozione di termini colloquiali presi dal Decameron di Giovanni Boccaccio e dagli scrittori comici quattrocenteschi, non portò a un'acquisizione soddisfacente della lingua; come scrive Bruscagli:

#### Tragedia di Tisbe

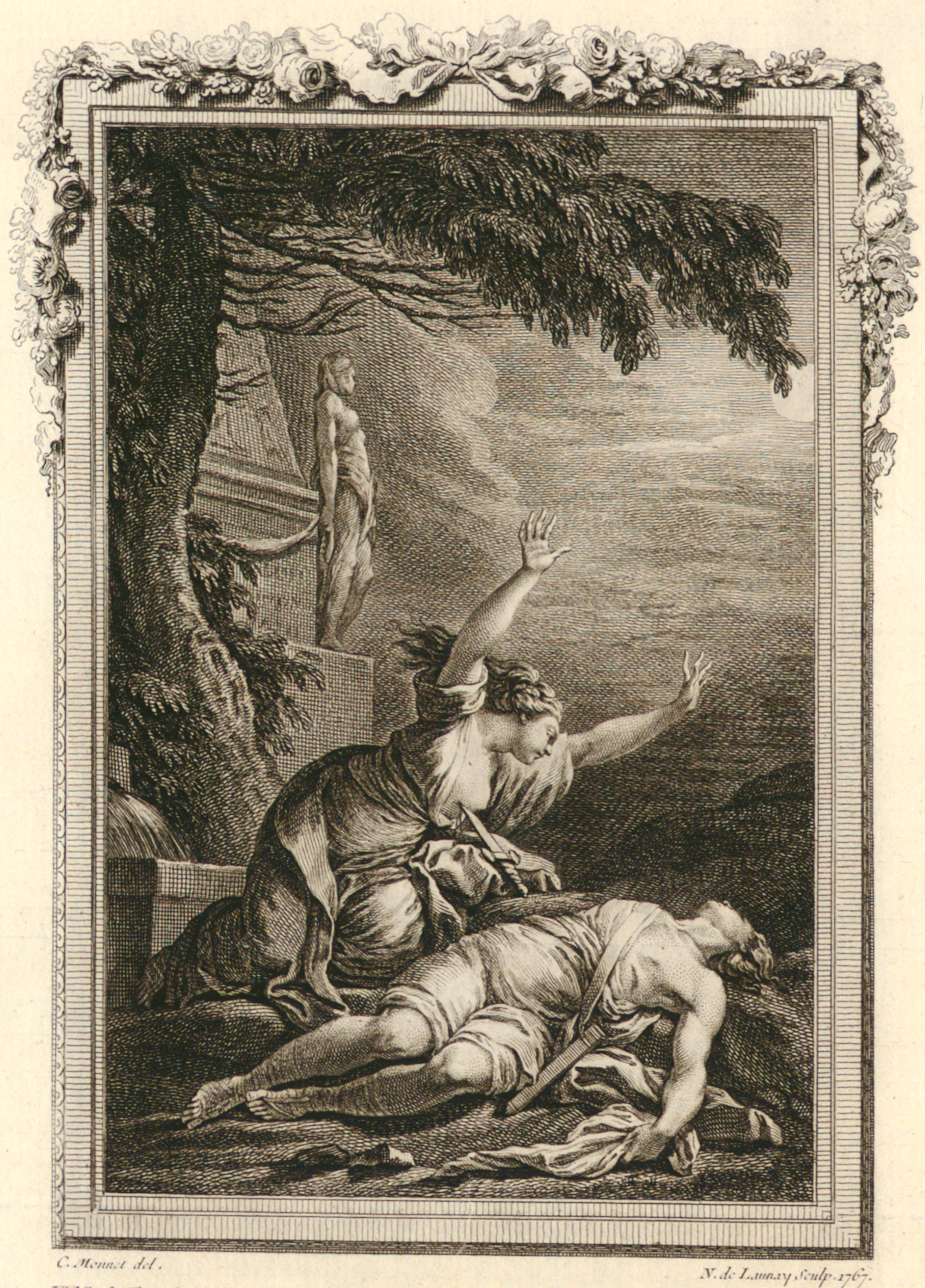
Tisbe si uccide dopo aver visto morire Piramo. Illustrazione di Les métamorphoses d'Ovide, stampato a parigi nel 1768

La Tragedia di Tisbe fu il primo componimento di Ariosto, scritto quando ancora non aveva compiuto vent'anni, nel 1493, e stava seguendo gli studi giuridici presso l'ateneo ferrarese. Venne messa in scena nella casa di famiglia assieme ai fratelli. Infatti uno di loro, Gabriele, la ricordò nel suo Epicedio in morte del fratello:
(Gabriele Ariosto, Epicedio in morte del fratello, versi 221-223)
La tragedia si ispira a Le metamorfosi di Publio Ovidio Nasone e in particolare alla storia di Piramo e Tisbe, due giovani il cui amore era contrastato, costringendoli a parlare attraverso una crepa nel muro che separava le loro abitazioni. Per una tragica fatalità Piramo crede morta Tisbe e si suicida; poco dopo anche lei si toglie la vita. Tale vicenda era stata precedentemente sfruttata e citata da altri letterati e autori, come Boccaccio per costruire una delle novelle del Decameron. William Shakespeare l'avrebbe poi usata come base per sviluppare Romeo e Giulietta. Il lavoro manoscritto di Ariosto andò perduto probabilmente durante il XVIII secolo, dopo essere stato a lungo conservato dagli eredi del poeta.

#### Cassaria

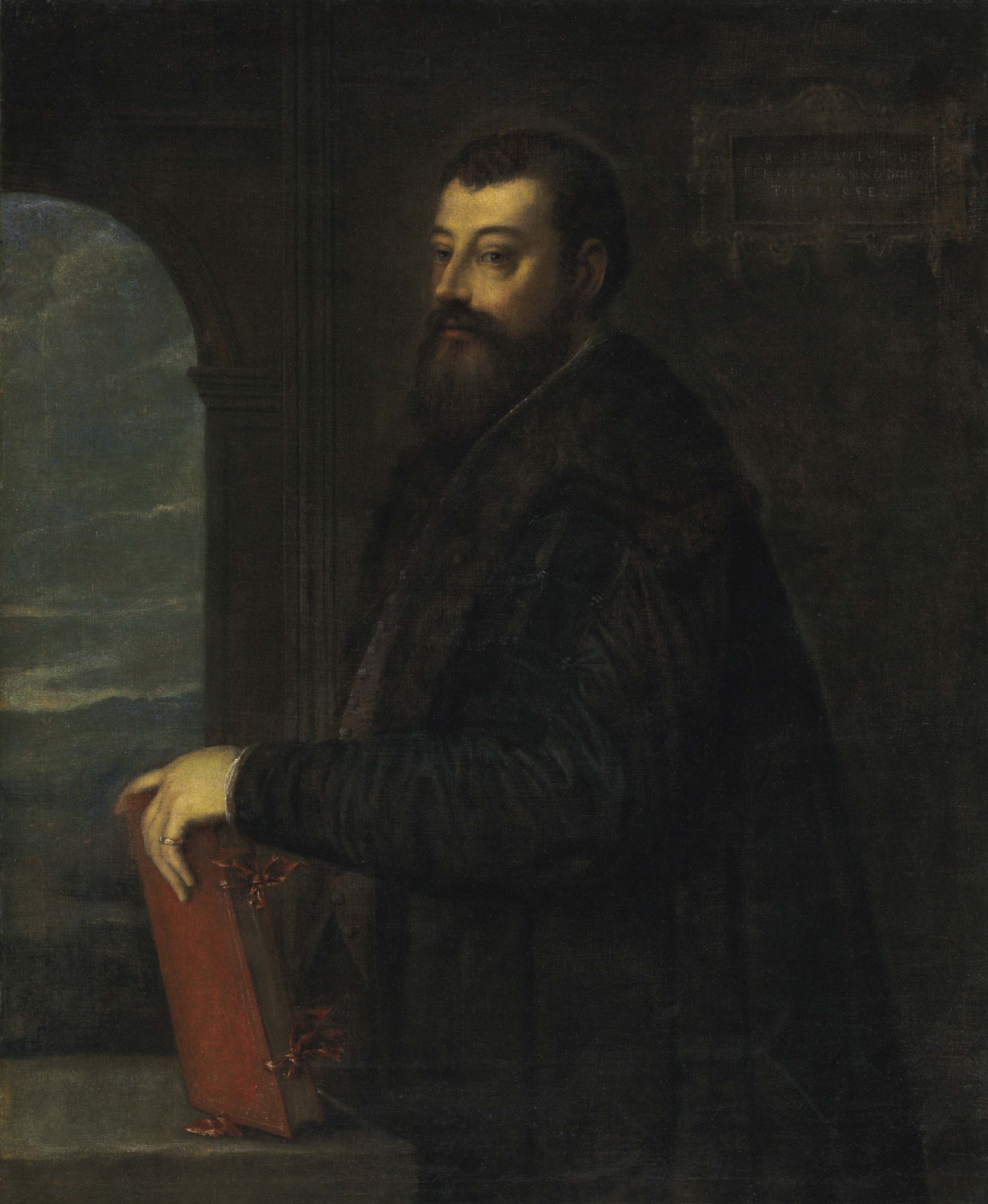
Gabriele Giolito de' Ferrari in un ritratto di Tiziano Vecellio del 1554. De' Ferrari curò alcune edizioni di commedie di Ariosto.

Cassaria fu la prima commedia di Ariosto ad essere rappresentata davanti alla corte estense. La messa in scena avvenne durante il carnevale, il 5 marzo 1508. Inizialmente in prosa, venne versificata tra il 1528 e il 1529 in endecasillabi, venendo nuovamente presentata nel 1531. Essa risente dell'ammirazione per i lavori di Tito Maccio Plauto e Publio Terenzio Afro e del grande interesse per il genere comico manifestato sia dal duca Ercole I d'Este sia dal figlio Alfonso, che avevano avviato il progetto di riscoperta coinvolgendo il poeta fin dal 1492.
La presentazione del 1508 fu molto curata, con una scenografia affidata a Pellegrino da San Daniele. Riscosse notevole successo, tanto che il cortigiano Bernardino Prosperi ne informò con una lettera entusiasta la duchessa di Mantova Isabella d'Este, sorella del duca di Ferrara e riconosciuta autorità culturale rinascimentale.
La trama, sul solco della tradizione plautino-terenziana, ha per protagonisti due giovani abitanti di Mitilene, Erofilo e Caridoro, che si innamorano rispettivamente di Eulalia e Corisca, due schiave del vanesio Lucranio, e per averle si servono di una cassa, la quale sarà poi al centro di una serie di scambi di personalità e di giochi farseschi, a cui sapranno trovare una soluzione soltanto i servi scaltri e i «giuntatori». Fin dal prologo in terzine viene esplicata la novità del progetto, non dal punto di vista dell'azione drammaturgica o dei caratteri in gioco, ma da quello linguistico, ovverosia concernente la lingua, un «acerbo» toscano illustre:
è barbara e mal culta; ma con giochi

si può far una fabula men trista.»
Il testo fu pubblicato nel 1509 in una prima stampa senza indicazioni su editore e luogo; da essa vennero in seguito, sempre nel XVI secolo, tratte altre otto edizioni. Quella del 1546 di Gabriele Giolito de' Ferrari fu tra le più curate.

#### I Suppositi

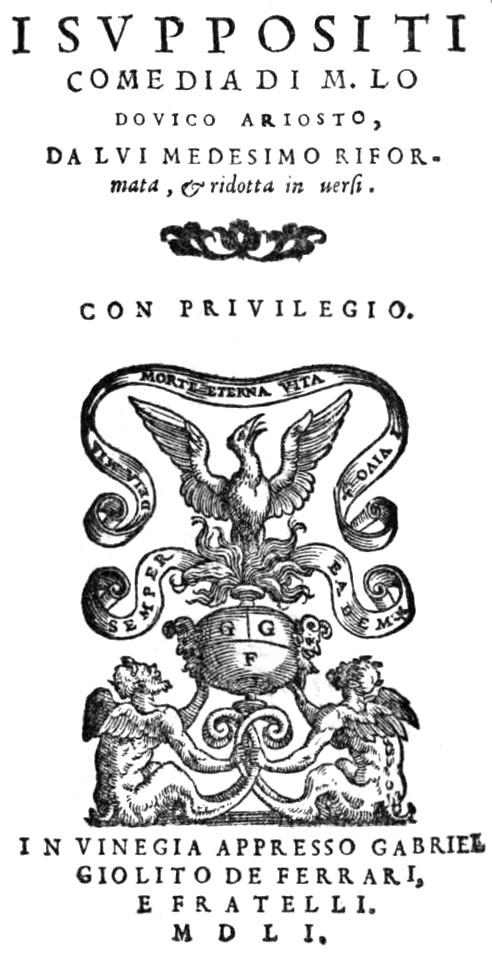
Frontespizio de I Suppositi nell'edizione del 1551

I suppositi fu la seconda commedia di Ariosto a venir pubblicamente rappresentata davanti alla corte, un anno dopo la Cassaria e nella stessa occasione del carnevale, nel 1509. La messa in scena ebbe luogo nel salone grande del palazzo ducale e lo stesso poeta ne recitò il prologo. Ispirato all'Eunuchus di Terenzio e ai Captivi di Plauto, si configura come un lavoro maggiormente curato dei suoi predecessori, più attento allo svolgimento narrativo dei fatti che all'effetto ludico della lingua. La trama, con picchi anche drammatici ma dal lieto fine, ruota attorno allo scambio di persona che coinvolge il giovane studente Erostrato, innamorato di Polinesia, e il servo Dulippo. La scelta di ambientarla a Ferrara fece in modo che la vicenda catturasse di più l'attenzione degli spettatori.
Una seconda e importante rappresentazione, voluta dal cardinale Innocenzo Cybo, ebbe luogo la domenica di carnevale del 5 marzo 1519 nel Palazzo Apostolico a Roma. Il papa Leone X rimase affascinato dallo spettacolo, anche grazie alla scenografia con la veduta su piazza delle Erbe di Ferrara preparata da Raffaello Sanzio, e chiese di altri lavori di Ariosto. Fu proprio sulla scorta di tale successo che, sempre a Roma, venne realizzata nel 1524 la prima edizione a stampa ufficiale della commedia, dopo alcune versioni non autorizzate tratte dai copioni degli attori.

#### Il Negromante
Il Negromante fu la prima commedia in versi di Ariosto, già sbozzata nel 1509. Ebbe due versioni, una romana e l'altra ferrarese. La prima venne inviata in copia il 16 gennaio 1520 a papa Leone X nella speranza che venisse rappresentata replicando il successo de I Suppositi dell'anno prima, cosa che non avvenne. La seconda venne invece messa in scena durante il carnevale del 1528, assieme a Lena e La Moscheta di Ruzante, delle quali sfruttò anche le scenografie. Entrambe le versioni furono stampate postume: quella di Roma nel 1535 a Venezia e quella di Ferrara presso Giolito de ’Ferrari nel 1551.
L'opera ha per protagonista Lachelino, un finto mago e negromante (modellato su Ruffo, de La Calandria di Bibbiena, e su Callimaco, della Mandragola di Machiavelli) che imbroglia e deruba tutte le persone con le quali ha a che fare ma che, grazie all'intervento del servo Temolo, viene smascherato.

#### I Studenti
I studenti è una commedia che Ariosto cominciò a scrivere in versi in un particolare momento della sua vita, attorno al 1518, quando, distaccatosi dal cardinale Ippolito d'Este e sollevato dalle mansioni da chierico, versava in difficoltà economiche. Anche quando venne chiamato a corte da Alfonso I d'Este, non poté proseguire con tranquillità il lavoro, perché la morte del cugino Rinaldo, avvenuta nel 1519, e le questioni legate alla sua eredità gli crearono molti problemi. Un'ulteriore interruzione si ebbe durante il governatorato della Garfagnana. Lo stesso poeta, in tarda età, ammise di non avere mai ultimato l'opera, senza tuttavia chiarirne le motivazioni.
La vicenda risultò pertanto frammentaria, simile strutturalmente ai Suppositi ma con un intreccio confuso e che si interrompe definitivamente alla quarta scena del quarto atto. Ambientata a Ferrara, ha per protagonisti due giovani studenti innamorati di una ragazza, Ippolita. Con i loro servi, si scambiano di persona e riescono a farsi assumere dal padre di lei come contadini. La storia a questo punto si complica e i vari equivoci relativi al travestimento e alla falsa identità si susseguono senza però un vero e proprio fine ludico. L'autore infatti sembra essere più interessato a sviscerare le implicazioni più eminentemente antropologiche di tutta la commedia.
I Studenti fu in seguito proseguita dal fratello Gabriele e dal figlio Virginio, che le cambiarono il titolo rispettivamente in La scolastica e L'imperfetta. La prima si rivelò essere la continuazione più riuscita e venne pubblicata a Venezia, mentre la seconda ebbe meno fortuna.

#### La Lena

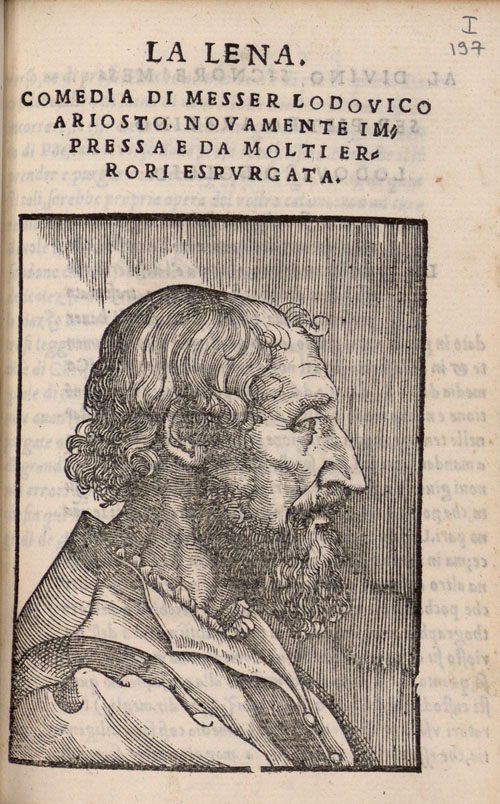
Frontespizio dell'edizione de La Lena del 1535

La Lena è l'ultima commedia di Ariosto, ritenuta la sua migliore e la più matura, e che si caratterizza per uno stile essenziale, che non cede a siparietti e giochi letterari o scenografici Fu composta subito in versi e rappresentata per la prima volta nel 1528, a Ferrara, durante il periodo carnevalesco. Venne messa nuovamente in scena l'anno successivo e nel 1532, quando fu inserita in un ciclo di spettacoli ai quali fu presente lo stesso Ruzante, con l'aggiunta di nuove sequenze ed un diverso prologo.
La trama ha per protagonisti due giovani Flavio e Licinia, innamorati l'uno dell'altro. I loro desideri sono tuttavia frustrati da una serie di intrighi, in cui sono coinvolti i loro genitori, Lena (una ruffiana legata al padre di lei) e un servo, Corbolo, che saprà condurre gli sviluppi sino alla conclusione positiva. Lo sfondo è nuovamente Ferrara, rappresentata con una certa attenzione per il realismo, in modo tale da favorire l'immedesimazione del pubblico. Tuttavia, tale ricerca di fedeltà nell'illustrazione del tessuto cittadino non tralascia anche gli aspetti più negativi, quali la corruzione e degrado. Infatti sull'opera aleggia un certo pessimismo per il futuro. La commedia venne stampata, nella sua versione allungata per il ciclo di rappresentazioni teatrali, nel 1535 a Venezia, in un volume assieme a Il Negromante. Giolito de' Ferrari curò una nuova edizione nel 1551.

### Epistolario

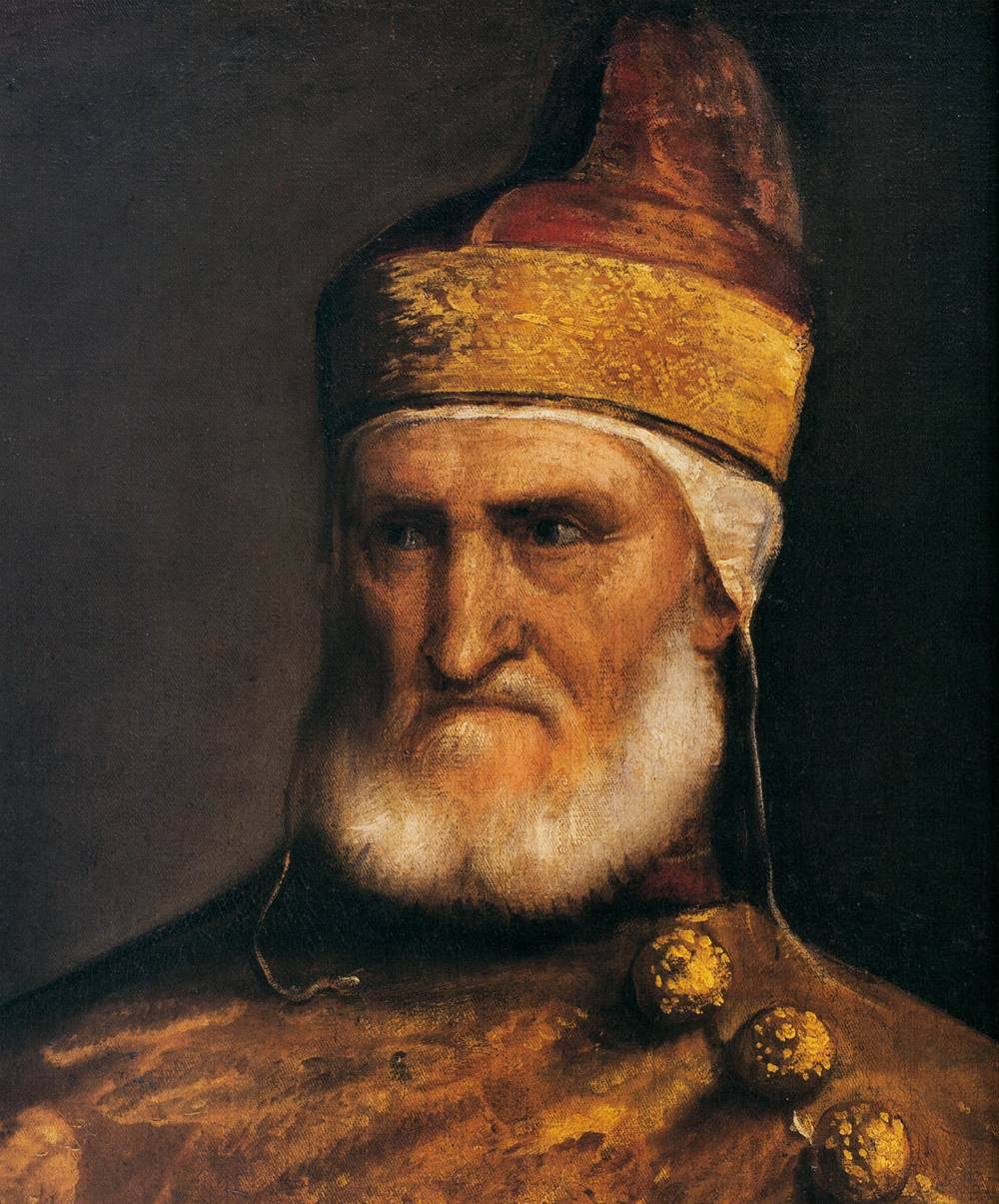
Particolare dell'opera di Tiziano Vecellio Ritratto del doge Andrea Gritti, 1540, olio su tela, conservato alla National Gallery of Art di Washington

Ludovico Ariosto intrattenne rapporti epistolari con numerose personalità del mondo politico e culturale, oltreché con la sua famiglia nei frequenti periodi di lontananza. Tali missive, circa duecentoquattordici, furono raccolte in un epistolario, sullo scorcio delle Epistole di Francesco Petrarca, che rimase però sconosciuto fino al 1887, quando il sacerdote e storico Antonio Cappelli lo pubblicò per i tipi della casa milanese Ulrico Hoepli, con le lettere ordinate cronologicamente e che comprendevano corrispondenza di carattere sia privato (come quella con la Benucci) sia pubblico, con documenti ufficiali e diplomatici indirizzati a personalità politiche, a signorie o a entità statali (quali il cardinale Ippolito o il doge Andrea Gritti). In appendice all'edizione Cappelli inserì preziosi privilegi legati alle stampe originali dell'Orlando Furioso del 1516 e del 1532.
Tali scritti vennero giudicati da sempre dagli studiosi, come Benedetto Croce, marginali all'interno della produzione letteraria ariostesca. Con il passare del tempo alcuni critici li rivalutarono, definendoli importanti per ricostruire la figura umana del loro autore: la lettura di questi documenti permette infatti di cogliere il suo stile pratico ed asciutto, capace di sintetizzare i temi trattati.

### Romanzi cavallereschi

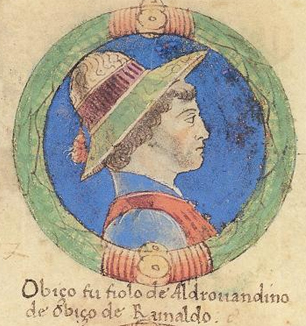
Obizzo III d'Este

#### Obizzeide
L'Obizzeide doveva essere un poema epico in terza rima atto a celebrare la casata estense, cantando le imprese di Obizzo III d'Este, l'antenato del duca Alfonso nonché amante di un'antenata di Ariosto, che ottenne dal papa Clemente VI il vicariato sulla città di Ferrara. Sbozzato tra il 1503 e il 1504, è probabilmente legato al particolare momento che stava vivendo il poeta, da poco rientrato in città ed accettato a corte nella cerchia del cardinale Ippolito d'Este.
Il lavoro risulta incompiuto, interrompendosi dopo duecentoundici versi, ma può comunque essere inteso come un passaggio obbligato verso l'Orlando furioso. Conferma infatti la commistione tra generi, operata già da Matteo Maria Boiardo, che unisce il tema dell'amore a quello delle armi.
Ispirandosi ad alcuni autori del mondo classico, come Omero, Virgilio, Orazio, Catullo e Ovidio, e a scrittori in volgare quali Dante, Petrarca e Boccaccio, si allinea all'umanesimo del XV secolo, rivisitando l'epica cavalleresca medievale senza però evitare di dare alle vicende un legame con la quotidianità.

#### Orlando furioso

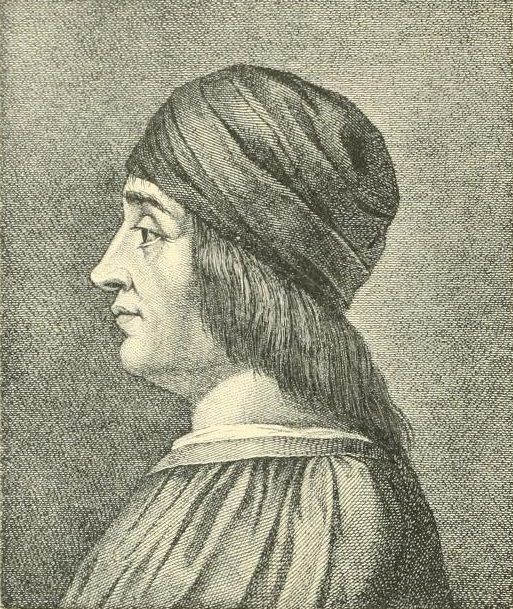
Incisione ritraente Matteo Maria Boiardo

L'Orlando furioso è un poema cavalleresco in ottave a schema ABABABCC, con cui Ariosto si propone di continuare e concludere la storia incompiuta dell'opera di Boiardo Orlando innamorato, ripartendo dal momento esatto dove si era interrotta. Da essa mutua l'artificio narrativo del recitativo, ovvero la riproposizione scritta del modo di raccontare le avventure tipico dei canterini e dei giullari di corte «attenuandone però l'integrale oralità a vantaggio di un registro morale più pronunciato, e di una voce autoriale più personalmente caratterizzata».

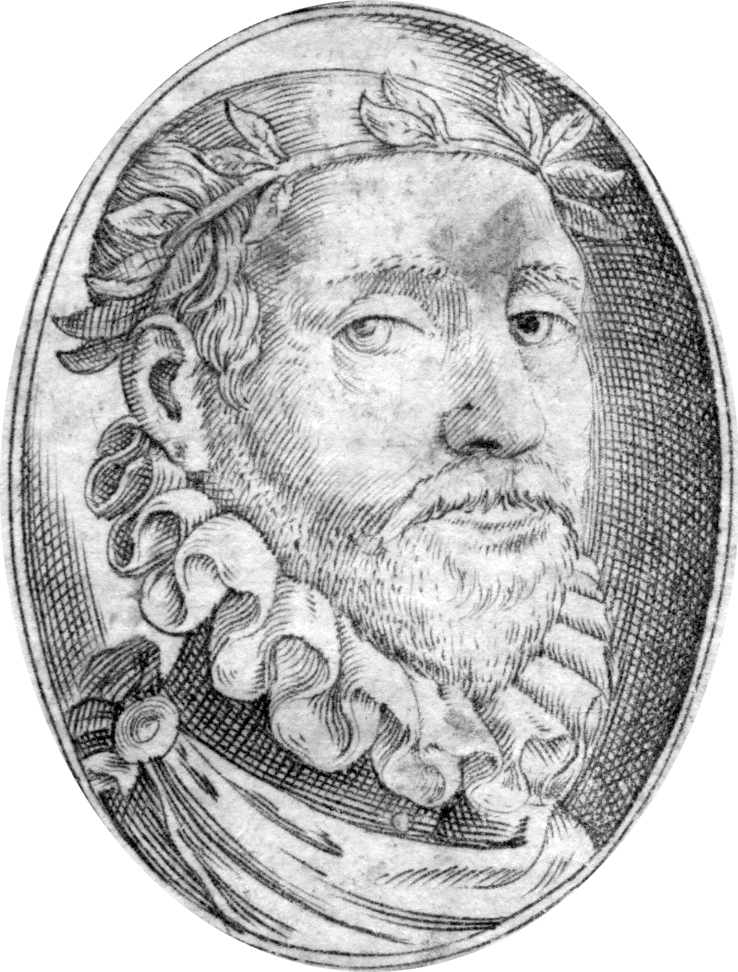
Incisione raffigurante Torquato Tasso, «rivale a distanza di Ariosto»

Le tre edizioni che si sono succedute testimoniano la natura di «opera in progress, sia sotto il profilo formale [...] sia sotto quello narrativo»: infatti, la prima, del 22 aprile 1516, è in quaranta canti e risente ancora di un concepimento «all'interno di una prospettiva ancora molto boiardesca, ferrarese (come dimostra soprattutto il linguaggio, fortemente colorito di forme padane e ancora vicino al pittoresco dettato dell'Innamorato)»; la seconda, del 13 febbraio 1521, presenta undici canti sostitutivi e una lieve revisione linguistica; infine, la terza del primo ottobre 1532 vede l'aggiunta di diversi episodi significativi, come quello della contessa Olimpia (canti IX-XI) e soprattutto del tiranno Marganorre (XXXVII), e una toscanizzazione della materia ormai completa, frutto non tanto di «un'acquiescenza alla dittatura linguistica di Bembo (che aveva pubblicato le Prose della volgar lingua nel 1525)», né di «una mera compiacenza estetica», bensì di una «mossa ben più decisiva, [...] "politica": si trattava in poche parole di trasformare il poema di cavalleria da oggetto di culto delle piccole signorie padane in un grande genere italiano, nazionale, capace di entrare nel canone del nuovo classicismo volgare».

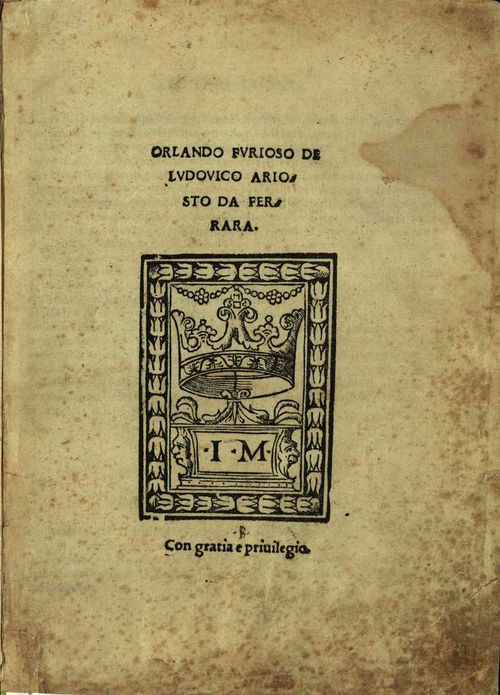
Frontespizio della prima edizione, del 1516

La fabula è molto complessa e difficilmente riassumibile; infatti un'elevata quantità di episodi, di eventi e di novelle si frappongono al romanzo e la peculiare costruzione a intreccio si sviluppa sostanzialmente su tre narrazioni principali: quella militare, costituita dalla guerra tra i paladini difensori della religione cristiana e i saraceni infedeli; quella amorosa, incentrata sulla fuga di Angelica e sulla pazzia di Orlando, e infine quella encomiastica, con cui si loda la grandezza dei duchi d'Este e dedicata alle vicende amorose tra la cristiana Bradamante e il saraceno Ruggiero.
I temi affrontati vanno dalla follia (di Orlando) alla magia, passando per la guerra, l'eroismo e l'encomio (tipicamente cortigiano, verso il cardinale Ippolito, definito «generosa Erculea prole»); in tutto ciò, nel poema «vige la legge per cui ciò che si cerca non si trova, e si trova chi non si cerca»: ed è così che la storia cavalleresca risulta un'ampia rappresentazione della vicenda umana regolata da un'ineluttabile casualità. E poco importa che il poeta ne sia «l'accortissimo regista»: il lettore si perde nei vicoli ciechi del labirinto narrativo, provando un senso di forte straniamento. In questo senso, il Furioso si colloca nel filone delle opere di Machiavelli e di Francesco Guicciardini, contemporanei all'Ariosto, che registrano pure loro «l'esperienza dell'impari confronto con la fortuna, con una realtà delle leggi mutevoli, elusive e sfuggenti, che procede per ribaltamenti incontrollabili, cocenti smentite e improvvisi colpi di scena.»
Come detto, il successo del poema fu immediato; scrive Bruscagli:

### Satire

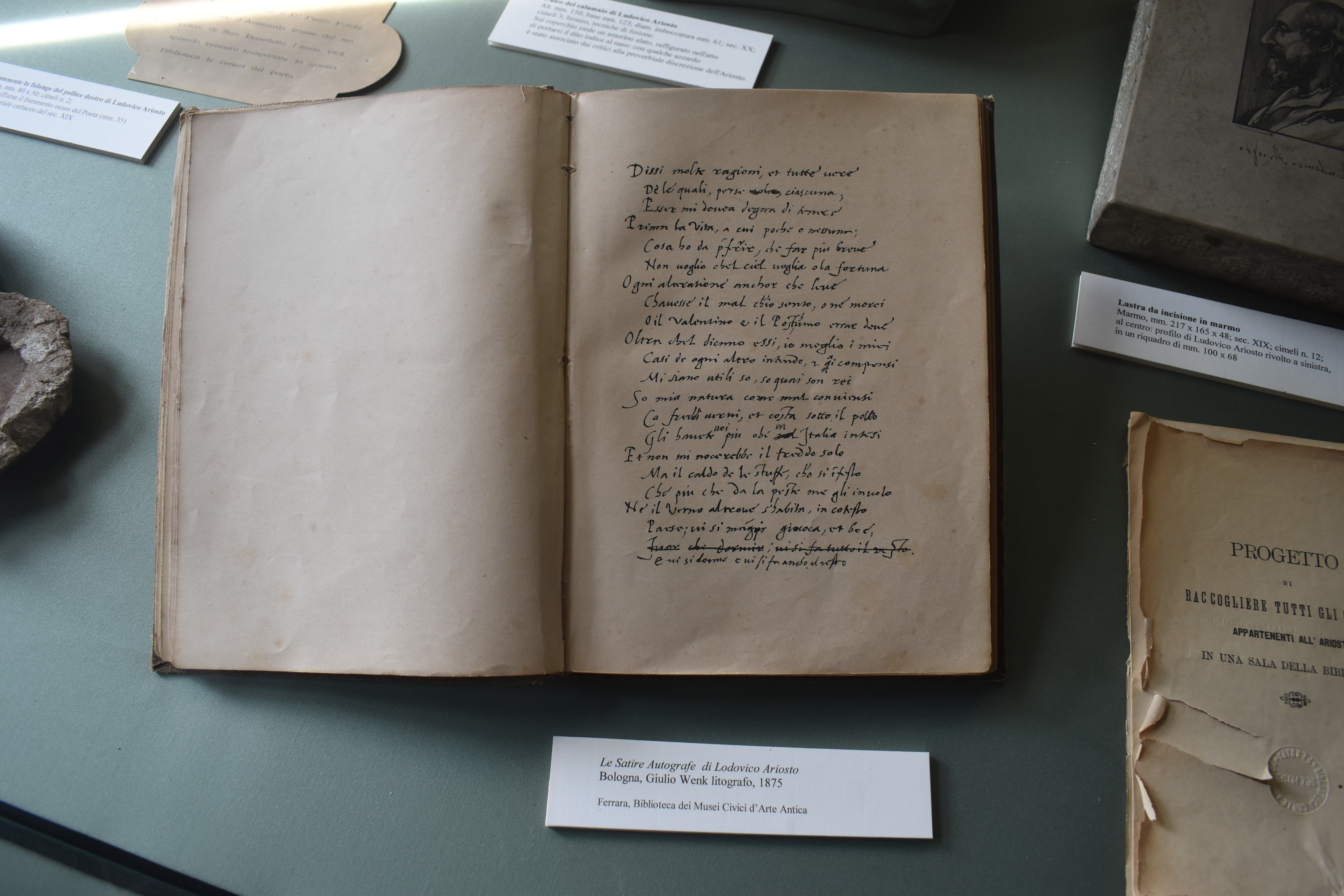
Una parte della Satira I, autografa

Ariosto compose le sue sette Satire indirizzandole a parenti e amici quali i cugini Annibale e Sigismondo Malaguzzi, il futuro cardinale Pietro Bembo e Bonaventura Pistofilo, segretario del duca di Ferrara. Il modello al quale si ispirò, a partire dal nome scelto, fu quello delle opere di due autori latini, e cioè le Satire di Decimo Giunio Giovenale (nella versione in volgare del 1480 dovuta a Giorgio Sommariva e, per la Satira V, nella resa di Giovanni Boccaccio) e le Satire di Quinto Orazio Flacco. Altri riferimenti importanti furono i capitoli ternari di Antonio Vinciguerra, pubblicati nell'Opera nova del 1505, e il Sermonum liber del 1514 di Tito Vespasiano Strozzi. Giovenale viene citato nelle satire prima, seconda e quinta; Alessandro Capata di Internet Culturale ad esempio riporta: «quanto scrive Ludovico in Satire I, 79-81: ‘Io mi riduco al pane; e quindi freme / la colera; cagion che alli dui motti / gli amici et io siamo a contesa insieme’ rinvia esplicitamente al motivo polemico contenuto in Giovenale, V 159-160: ‘effundere bilem / cogaris’ e 169: ‘stricto pane tacetis’. L’invocazione contenuta in Satire I 115-117 rivolta ad Andrea Marone, poeta di corte e familiare di Ippolito d’Este che aspirava ad accompagnare il cardinale in Ungheria, scartato a favore di Celio Calcagnini, riecheggia simili versi di Giovenale. ‘Fa a mio senno, Maron: tuoi versi getta / con la lira in un cesso, e una parte impara, / se beneficii vuoi, che sia più accetta’ (Satire I 115-117). ‘Siqua aliunde putas rerum expectanda tuarum / praesidia atque ideo croceae membrana tabellae / impletur, lignorum aliquid posce ocius et, quae / componis, dona Veneris, Telesine, marito / aut clude et positos tinea pertunde libellos’ (Giovenale, VII 22-26).»
I lavori ariosteschi prendono la forma di missive redatte in terzine dantesche e seguono la struttura della satira latina creando, in tal modo, un genere letterario nuovo, il satirico moderno. La prima satira venne composta nel 1517 e l'ultima nel 1524. L'autore se ne servì soprattutto per esprimere i sentimenti che provava sentendosi non compreso dalla corte, finanche maltrattato. Con i versi delle Satire dichiarò la sua libertà personale e la lontananza dal clima di corruzione che vedeva nella politica, preferendogli una realtà più dimessa e quotidiana.
L'opera venne pubblicata postuma per la prima volta nel 1543, in forma clandestina e non ufficiale, in un'edizione attribuita a Francesco Rosso di Valenza. La prima uscita ufficiale si ebbe l'anno dopo, dai veneziani Francesco Bindoni e Maffeo Pasini. Nel 1550 Giolito de’ Ferrari creò una nuova edizione curata da Anton Francesco Doni, seguita da un'altra quarta, del 1554, di Plinio Pietrasanta con Girolamo Ruscelli come curatore.

### Erbolato
Erbolato (termine che indica un venditore di erbe medicinali o, semplicemente, un erborista) è una piccola operetta in prosa pubblicata postuma nel 1545.
Venne scritta in tarda età da Ariosto, dopo il 1524 o addirittura dopo il 1530. La sua genesi è legata probabilmente all'abitudine di far recitare un testo durante le pause o gli intermezzi delle rappresentazioni teatrali e contiene numerose allusioni satiriche e parodie della professione medica, con anche spunti di riflessione più seria sulla Natura, non sempre benigna, e una forte ironia nei confronti di chi si fa ingannare da imbonitori e truffatori. Il protagonista, un ciarlatano chiamato Antonio da Faenza, loda la scienza medica e in particolare le virtù curative del suo elettuario; la sua figura potrebbe ispirarsi a due medici realmente esistiti: il primo, il faentino Antonio Cittadini, docente nello Studium di Ferrara e in quello di Pisa, era morto pochi anni della redazione del lavoro, mentre il secondo, Niccolò da Lunigo, presente a Ferrara sempre in quel periodo, aveva inventato una medicina capace di curare ogni infermità e prolungare enormemente la durata della vita. Secondo una diceria, frutto di fantasia, esso sarebbe stato usato dai fratelli del duca Ercole I d'Este che in tal modo avrebbero superato l'età di ottant'anni. Fu Iacopo Coppa a curare la pubblicazione dopo la morte del poeta, affidandosi alla tipografia veneziana di Pietro Nicolini da Sabbio nel 1543. Dopo anni di oblio l'opera fu riscoperta a partire dal XVIII secolo.

## IV centenario ariostesco del 1933 a Ferrara

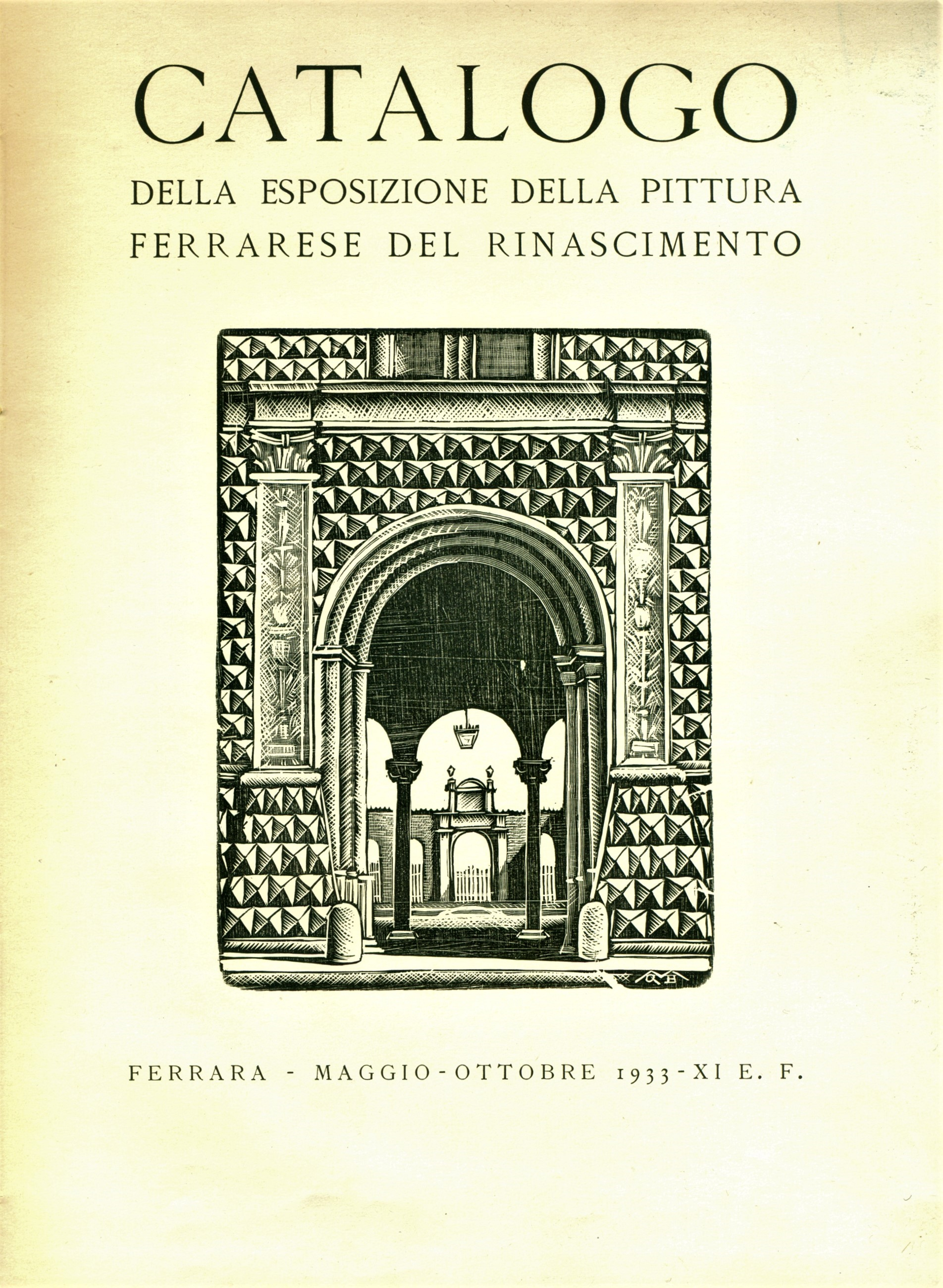
Frontespizio del Catalogo della Esposizione Della pittura Ferrarese del Rinascimento Ferrara, edizione originale del 1933. XI E.F.

Nel 1933 a Ferrara, per volontà di Italo Balbo e dell'amico e podestà cittadino, l'ebreo e fascista Renzo Ravenna, venne organizzata una mostra per celebrare il IV centenario ariostesco. Forse la mostra fu proposta e decisa dallo stesso Balbo già nel 1931, e nella sua organizzazione vennero coinvolti esperti del settore come il critico d'arte Nino Barbantini e lo storico dell'arte Adolfo Venturi, oltre al responsabile delle Belle Arti Arduino Colasanti. L'esposizione ebbe risonanza nazionale, l'Istituto Luce realizzò alcuni filmati ed ebbe un successo notevole per l'epoca, con oltre settantamila visitatori, tra i quali i Principi di Piemonte e Vittorio Emanuele III di Savoia. Tra gli assenti vi fu Benito Mussolini.
Nello Quilici, allora direttore del Corriere Padano, organizzò l'evento affiancato da numerose personalità e come siti scelti per i vari eventi, oltre al palazzo dei Diamanti, vi furono le Mura degli Angeli, il Castello Estense, il palazzo di Ludovico il Moro, Casa Romei, il chiostro di San Romano e l'isola Bianca sul Po.
Il IV centenario, come spiegato, fu fortemente voluto da Italo Balbo che perseguiva il fine di rivalutare l'importanza di Ferrara rifacendosi agli antichi splendori del periodo estense.
Balbo del resto era noto non solo come gerarca e quadrumviro fascista ma anche come aviatore, e in quella veste amava paragonarsi a personaggi mitici. Tra questi la figura di Astolfo fu quella che sentì più vicina e più lo affascinò, l'Astolfo descritto da Ludovico Ariosto.
(Italo Balbo paragona sé stesso all'eroe del poema cavalleresco.)

### Esposizione della pittura ferrarese del rinascimento
Il IV centenario ariostesco del 1933 fu strettamente legato all'esposizione della pittura ferrarese rinascimentale, seguendo le intenzioni di Italo Balbo che intendeva riportare Ferrara all'antico splendore andato perduto con la devoluzione del 1598 e quindi il celebrare il suo passato storico ed artistico:
(Andrea Emiliani, 1933 - Anno XI, in Ferrara - voci di una città n. 19, dicembre 2003)
L'Esposizione fu un avvenimento di risonanza mondiale, inaugurato dai Principi di Piemonte il 7 maggio 1933. Le opere degli artisti ferraresi si trovavano in quel periodo disperse in musei e gallerie pubbliche e private in Italia, in Europa e negli Stati Uniti, e per l'occasione tornarono da New York, Parigi, Berlino, Vienna, Amsterdam, Budapest e Liverpool.

### L'Ottava d'oro
Nell'ambito delle celebrazioni ariostesche fu importante la serie di conferenze e di pubbliche letture intitolata L'Ottava d'oro sotto la presidenza di Italo Balbo e Renzo Ravenna, che si sviluppò nell'arco di più di quattro anni, a partire dal 1928, e accolse interventi di autori come Riccardo Bacchelli, Antonio Baldini, Attilio Momigliano, Massimo Bontempelli, Filippo Tommaso Marinetti e Curzio Malaparte. Gaetano Tumiati, che fu portato dal padre agli eventi da bambino, raccontò che erano conferenze e cerimonie solitamente tenute al chiuso nel Castello Estense o in grandi palazzi come Palazzo dei Diamanti, palazzo Costabili, palazzo di Renata di Francia, Palazzo Paradiso ma talvolta anche all'aperto, sulle mura degli Angeli, sull'Isola Bianca sul Po e varie volte al parco Massari.

## Accademia Ariostea
A Ferrara, durante l'occupazione francese, venne istituita il 15 novembre 1803 l'Accademia Ariostea e fu nominato suo segretario perpetuo Girolamo Baruffaldi, tra i massimi studiosi locali del tempo ed autore di vari saggi sul poeta. Il sito scelto per la sede fu quello dove in precedenza si trovava il teatro degli Intrepidi, voluto dall'omonima Accademia e progettato intorno al 1604 da Giovan Battista Aleotti su incarico del marchese Enzo Bentivoglio, andato distrutto in un incendio nel 1640. All'inaugurazione dell'Accademia Ariostea intervennero le più importanti autorità cittadine.

## Nella cultura di massa

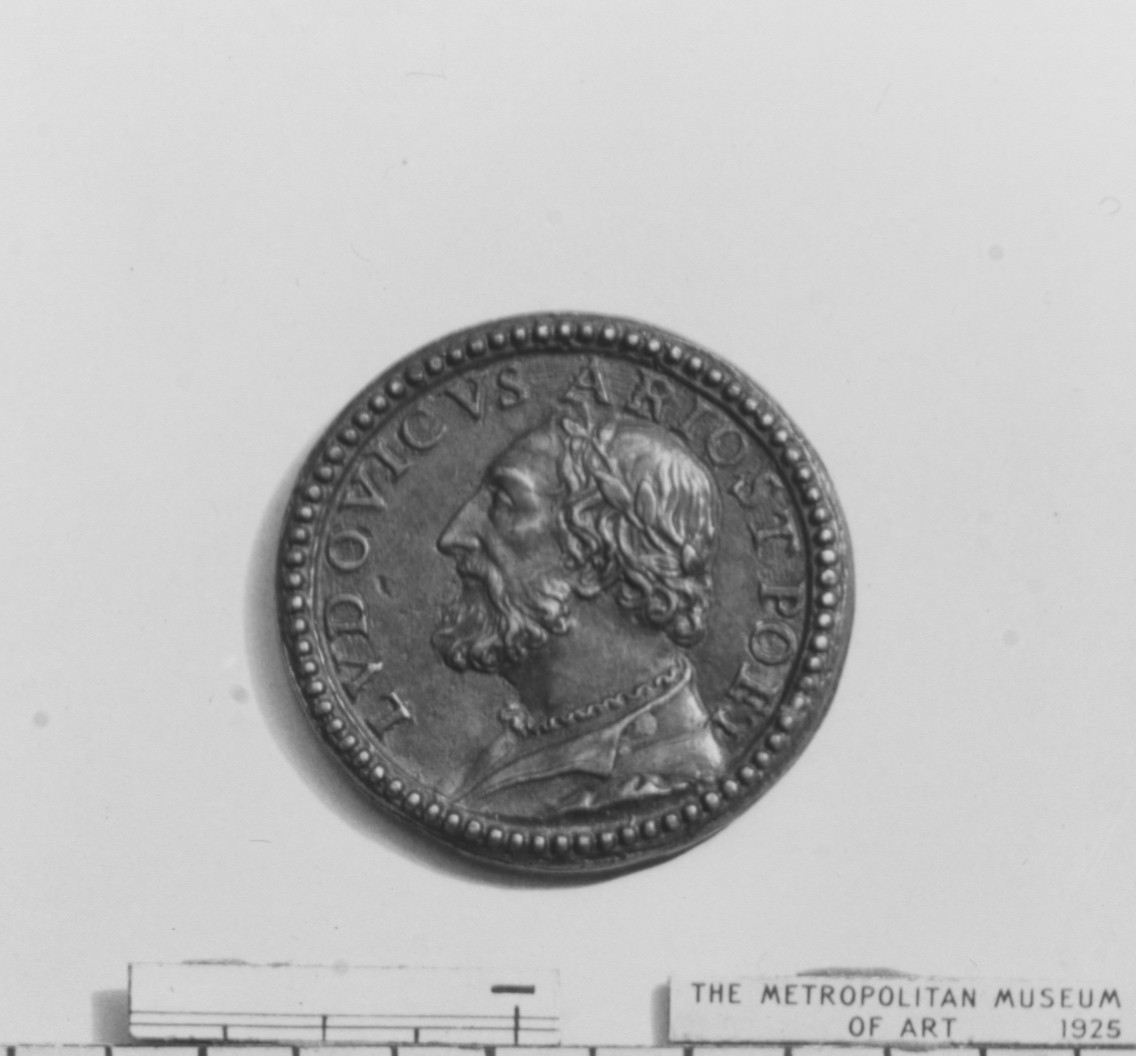
Moneta con effigie di Ludovico Ariosto conservata nel Metropolitan Museum of Art di New York

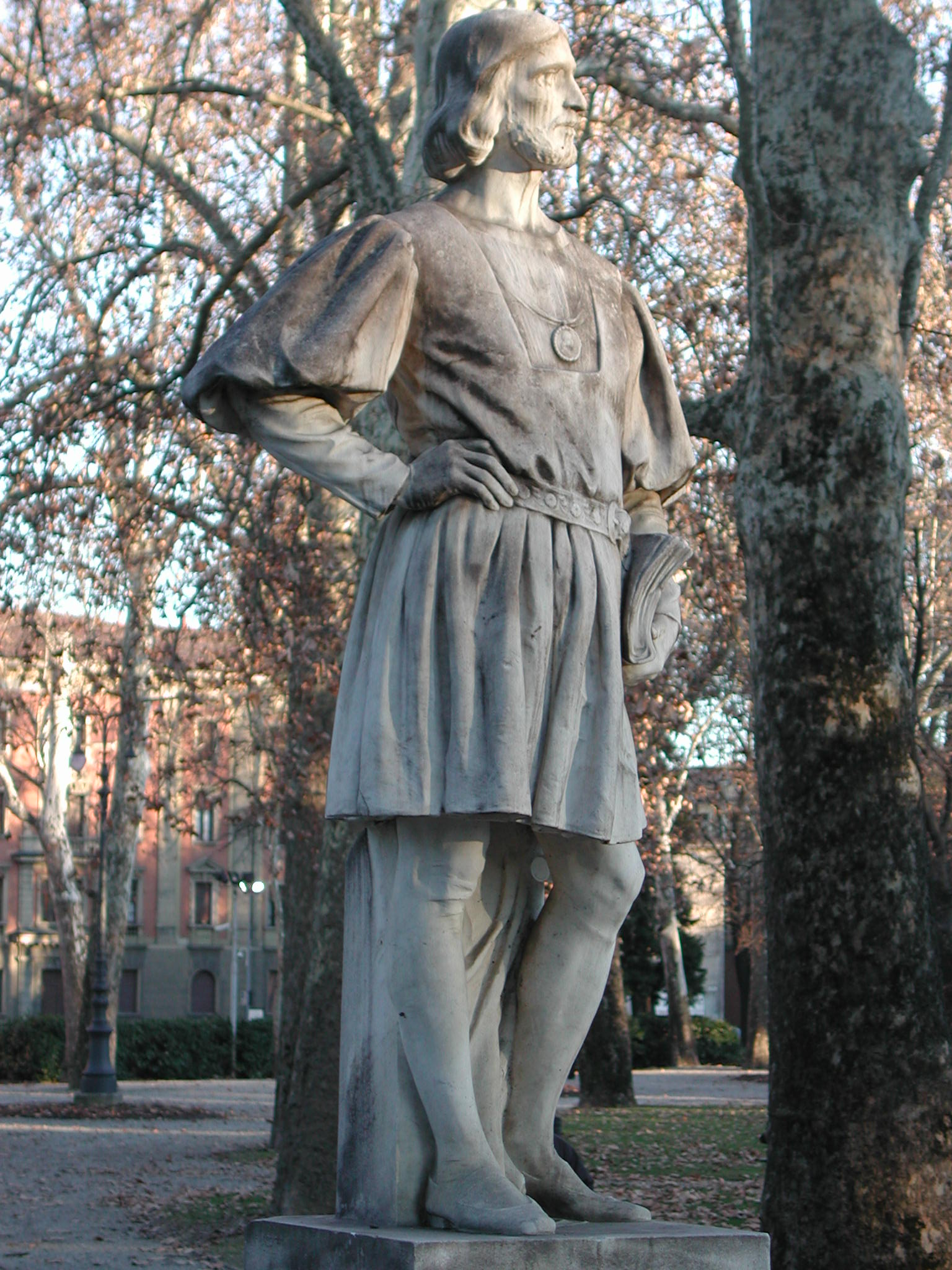
Riccardo Secchi, monumento a Ludovico Ariosto nel parco del Popolo di Reggio Emilia

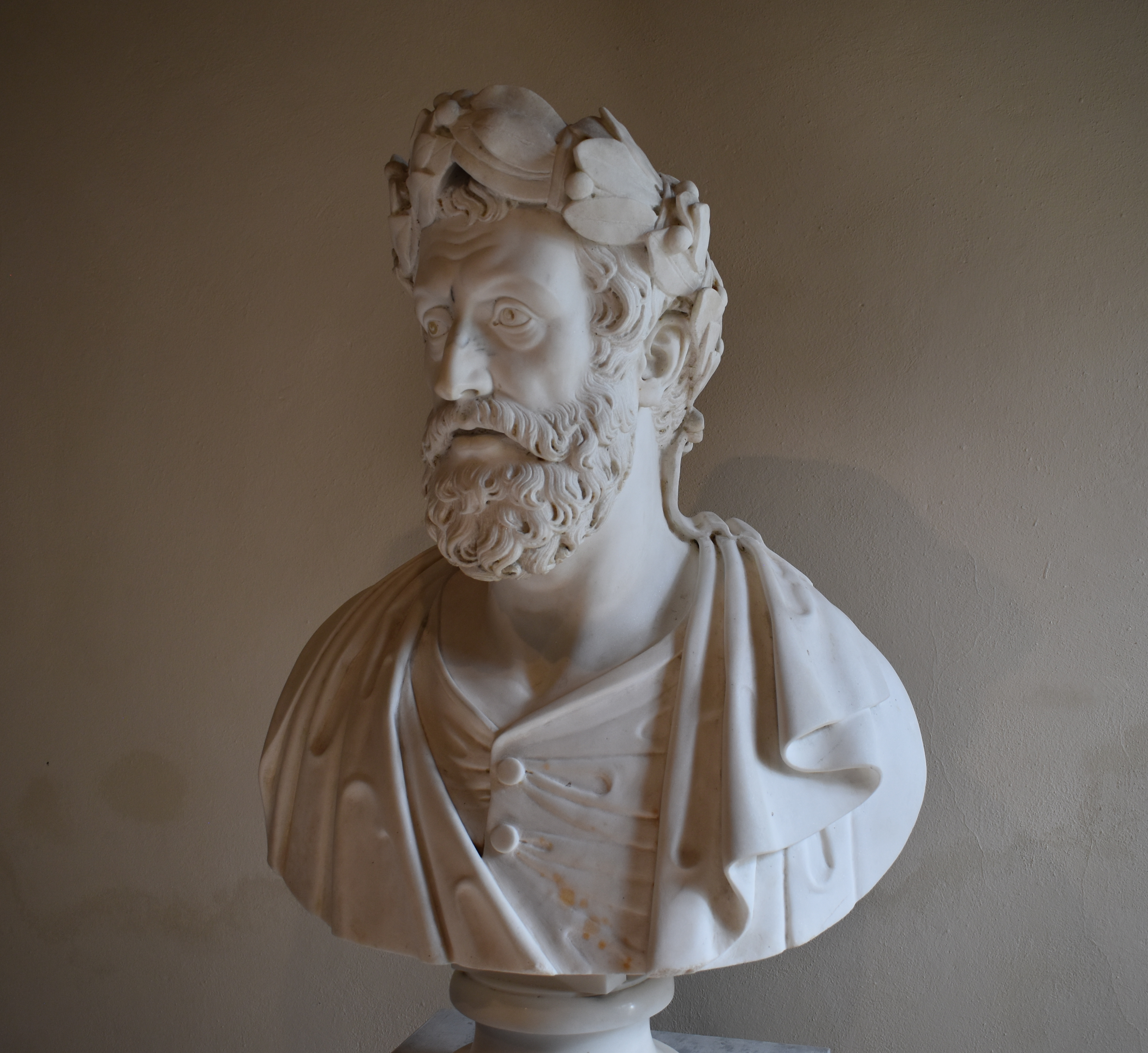
Busto del poeta nella casa di Ludovico Ariosto, a Ferrara

L'Orlando Furioso ispirò numerose opere artistiche teatrali e cinematografiche e la figura stessa dell'Ariosto venne ripresa diventando protagonista di Ariosto to his Mistress, poesia del 1836 di Letitia Elizabeth Landon, nella quale viene immaginato mentre presenta la versione completa del suo poema a una ragazza della quale è innamorato. In Assassin's Creed: Revelations, trasposizione letteraria di Anton Gill del videogioco del 2012, Ezio Auditore, al termine del suo viaggio a Masyaf, dopo aver sposato Sofia Sartor e aver avuto da lei un figlio, decide nel 1513 di ritirarsi dall'Ordine degli Assassini, non prima di aver nominato come suo successore proprio il poeta ferrarese.

### Iconografia di Ariosto
I ritratti di Ludovico Ariosto considerati veritieri dalla letteratura specifica, che offrono cioè sufficienti garanzie di affidabilità in relazione alle sue reali fattezze, sono quattro, e tutti riferentisi all’età matura del personaggio:
1. silografia sul frontespizio dell’edizione del Furioso (Venezia, Nicolò Zoppino, 1530);
2. silografia sul recto dell’ultima carta dell’edizione del Furioso (Ferrara, Francesco Rosso da Valenza, 1532), da un disegno di Tiziano;
3. ritratto miniato sul frontespizio del Furioso del 1532 appartenuto a Ippolito II d’Este (Vat. Barb. lat. 3942), ed esemplato sulla silografia tizianesca di cui al precedente punto;
4. ritratto ad olio, da un originale di Tiziano, già in casa di Ugo Oriani (Ravenna, villa di Casola Valsenio), ora irreperibile, testimoniato da una riproduzione a colori (1933).

Marco Paoli ha proposto l’identificazione di altri tre ritratti, sulla base delle caratteristiche fisiognomiche del poeta (occhi piccoli incavati, bozze frontali in corrispondenza delle arcate sopracciliari, naso aquilino, guance infossate, labbro inferiore pronunciato):
1. olio su tavola, Vienna, Kunsthistorisches Museum, Inv. GG 106 (probabile copia da Tiziano; vi è ricavata un’incisione di Philippe Galle del 1587, con didascalia “LVDOVICUS ARIOSTVS”) ;
2. Dosso Dossi, Firenze, Galleria degli Uffizi, Inv. 889 (Ariosto è affiancato da due alberi di alloro, simbolo della fama letteraria; porta corazza e spada in quanto membro della corte estense e  ‘gentiluomo di camera’, addetto alla custodia della persona del duca[243]);
3. Dosso Dossi, Wichita-KS, Wichita Center for the Arts, Samuel H. Kress Collection, K 1070 (da identificarsi con il ritratto di Ariosto che Carlo Ridolfi vide nel 1648 nella casa veneziana del pittore Nicolas Régnier[244]; Ariosto ha nella mano destra un rametto di alloro dalle foglie raggrinzite che ricorda il “debil ramo” di alloro, “con poca foglia”, di cui al Capitolo III, componimento amoroso del poeta[245]). Dosso Dossi, Ritratto di Ariosto, Wichita

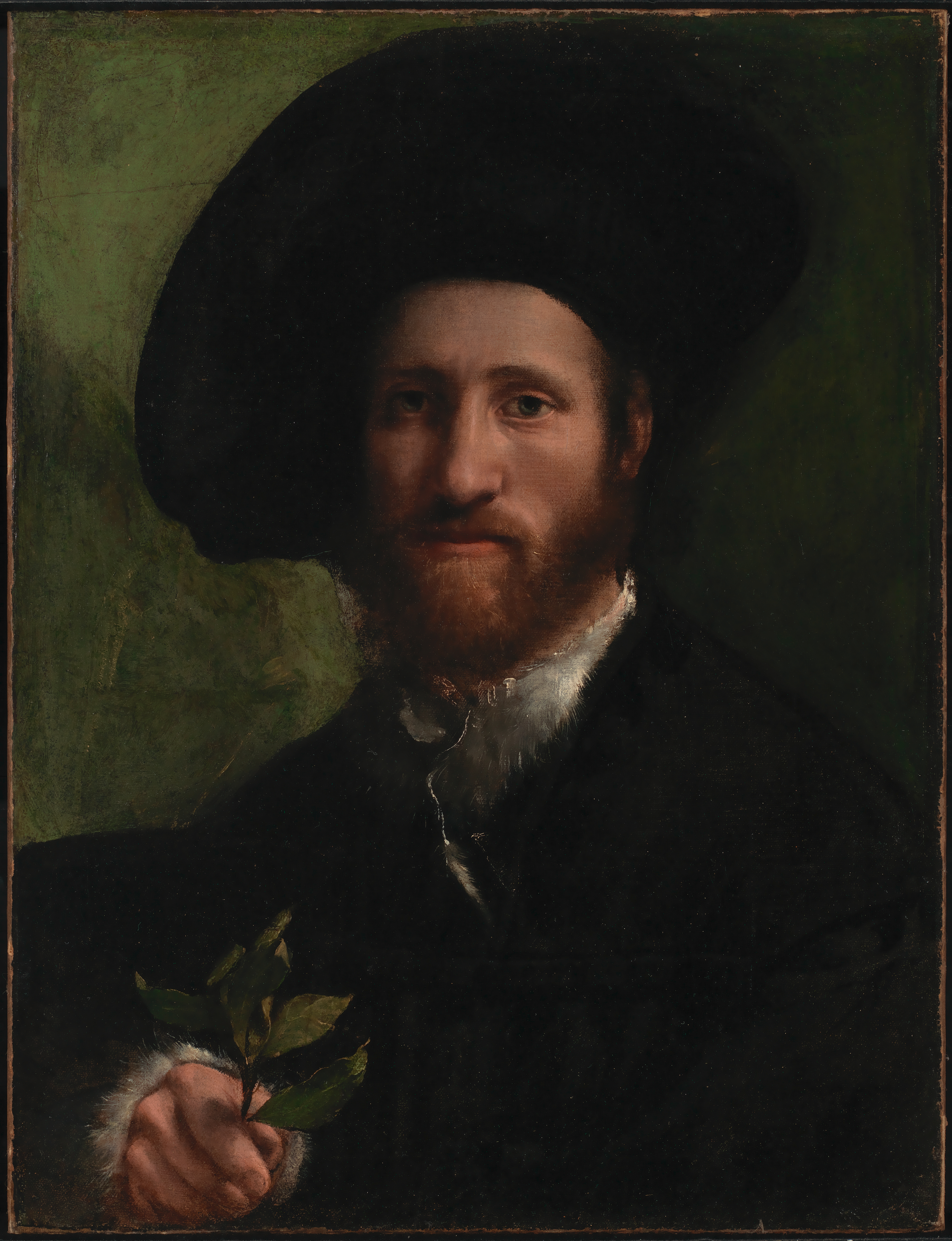
Dosso Dossi, Ritratto di Ariosto, Wichita

Dall’iconografia ariostesca dovrebbero essere espunti almeno altri quattro ritratti che non rispecchiano le fattezze del poeta e che tuttavia sono stati frequentemente associati alla sua figura:
1. Tiziano, Londra, National Gallery, NG 1944 (ritrae in realtà un membro della casata veneziana Barbarigo[247]);
2. Tiziano, Indianapolis, John Herron Art Museum (privo delle caratteristiche facciali di Ariosto);
3. Palma il Vecchio, Londra, National Gallery, NG 636 (ritrae in realtà il letterato Niccolò Dolfin[248]);
4. Tiziano, New York, Metropolitan Museum, Inv. 14.40.640 (anche questo è ritratto di Niccolò Dolfin, per l’identica fisionomia espressa nel dipinto di cui al punto precedente[249])”.

Dopo la morte di Ariosto, con l’accrescersi della sua fama, si registrano significativi ritratti cinquecenteschi:
1. silografia inserita nell’edizione del Furioso, Venezia, Gabriele Giolito de’ Ferrari, 1542, con il poeta ritratto coronato di alloro e vestito all’antica;
2. affresco di Ludovico Settevecchi sulla volta del refettorio del Monastero di San Benedetto a Ferrara con il poeta ritratto tra S. Sebastiano e S. Caterina d’Alessandria[250];
3. particolare dell’affresco di Giorgio Vasari con Ingresso trionfale in Firenze di Leone X (Firenze, Palazzo Vecchio, 1555-1563)[251];
4. busto marmoreo opera di Prospero Sogari Spani detto il Clemente, realizzato nel 1572 ca. su commissione di Agostino Mosti per la prima tomba del poeta in San Benedetto di Ferrara (Ferrara, collezione privata)[252];
5. [5.-8.] quattro medaglie coniate in suo onore con nel rovescio ora Caduta di Fetonte, ora impresa della vipera con lingua recisa, ora impresa dell’alveare in fiamme e api in fuga[253]. Una di esse opera di Domenico Poggini (1570 ca.).

Nel 1612 Alessandro Nani scolpisce il busto marmoreo per la seconda tomba del poeta in San Benedetto di Ferrara. Il busto, con l’intero monumento funebre di cui fa parte, è ora conservato nel Palazzo Paradiso di Ferrara, sede della Biblioteca Comunale Ariostea.
Nel corso del Settecento vennero realizzate incisioni a bulino con il ritratto del poeta, poste in testa a edizioni delle Opere (Venezia, Orlandini, 1730; Venezia, Pitteri, 1741; Arezzo, Bellotti, 1756; Venezia, Zatta, 1772; Birmingham, Baskerville, 1773).
L’iconografia ariostesca dell’Ottocento comprende:
1. Ritratto inciso da Francesco Rosaspina, realizzato per l’edizione de La vita di M. Lodovico Ariosto di Girolamo Baruffaldi jr. (Ferrara, Bianchi e Negri, 1807)[254];
2. Ritratto inciso da Raffaello Morghen su disegno di Pietro Ermini, realizzato per l’edizione del Furioso, Pisa, Tipografia della Società Letteraria, 1809;
3. Statua marmorea a figura intera, opera di Francesco e Mansueto Vidoni del 1833, posta su colonna rinascimentale al centro di Piazza Ariostea a Ferrara;
4. busto marmoreo opera di Gustav Blaeser (1851 ca., Potsdam, Parco di Charlottenhof);
5. medaglia coniata da Niccolò Cerbara (ante 1869);
6. medaglia coniata da Adolfo Pieroni (1874);
7. Busto marmoreo opera di Angelo Conti (1875 ca., Liceo Statale Ludovico Ariosto)[255].

Nel Novecento si segnala la statua marmorea a figura intera, opera di Riccardo Secchi (1916, Reggio Emilia, Parco del Popolo).

## Ludovico Ariosto e Ferrara
Sebbene siano molte le vie e le piazze dedicate al poeta sia in città italiane (come Roma) sia straniere (come Parigi), Ferrara è il luogo che ha maggiormente omaggiato Ariosto.

### Luoghi e monumenti
La casa di Ludovico Ariosto si trova sulla via omonima, traversa di viale Cavour che inizia dall'incrocio sul quale si trova il Palazzo dell'Aeronautica e oltre alla casa del poeta vi si trova la sede del rettorato dell'ateneo dal 2015. Il poeta se la fece adattare dopo averla acquistata dalla famiglia di Bartolomeo Cavalieri
e viene attribuita a Girolamo da Carpi. Qui visse i suoi ultimi anni con il figlio Virginio e la moglie Alessandra Benucci, dal 1528 alla morte, e si dedicò alla rifinitura del suo poema più noto, l'Orlando furioso. La piazza Ariostea, nata con l'Addizione Erculea con il nome originale di piazza Nuova e poi per un breve periodo chiamata anche piazza Napoleone, venne definitivamente dedicata al poeta. Sulla colonna al suo centro, dal 25 novembre 1833, fu collocata la statua del poeta. La piazza è utilizzata per varie manifestazioni, tra queste il Palio di Ferrara. Il monumento a Ludovico Ariosto si trova al centro della piazza Ariostea, sulla colonna rinascimentale che regge la statua scolpita da Francesco Vidoni su disegno di Francesco Saraceni. È in pietra Custoza di Vicenza ed è oggetto occasionali restauri, l'ultimo dei quali iniziato nel 2019. La biblioteca comunale Ariostea è la principale biblioteca cittadina, già delizia estense e chiamata palazzo Paradiso, poi sede universitaria per l'Università degli Studi di Ferrara, ricorda l'Ariosto nel suo nome. Case degli Ariosto o degli Ariosti, che non sono sempre direttamente legate al poeta ma alla sua famiglia, e si trovano in due vie cittadine, via del Carbone e via Giuoco del Pallone. Nella prima si può vedere il palazzo che fu di Lippa Ariosti, moglie di Obizzo III d'Este e una targa in marmo ricorda la famiglia e riporta due versi del poeta. Nella seconda, al numero civico 31, si trova il palazzo del quattrocento di Brunoro Ariosti, zio di Ludovico, che fu anche dimora del poeta. Qui Ludovico compose parte della prima stesura dell'Orlando Furioso. Quattro appartamenti del palazzo sono divenuti proprietà della Fondazione Elisabetta Sgarbi. La tomba di Ludovico Ariosto è il monumento funebre eretto molti anni dopo il trasferimento dei resti del poeta in San Benedetto per iniziativa di Agostino Mosti. Lo stesso monumento poi venne sostituito da un secondo, molto più ricco e imponente, sempre nello stesso edificio religioso. In seguito all'invasione di Ferrara da parte delle truppe francesi nel periodo napoleonico ed alla conseguente soppressione di moltissime chiese e conventi, legata spesso alla requisizione delle opere d'arte o degli arredi preziosi, il monumento, per disposizione del generale Sextius Alexandre François de Miollis, fu trasferito nel palazzo Paradiso, dove viene conservato. Il liceo Ariosto è una storica istituzione scolastica cittadina, fondata il 3 dicembre 1860 come Regio Liceo statale e dedicato al poeta nel 1865. La scuola venne frequentata anche dallo scrittore Giorgio Bassani.

### Epigrafi
Molte epigrafi a Ferrara citano il poeta. Nella chiesa di San Benedetto la targa ricorda che fu il secondo luogo di sepoltura di Ariosto che subito dopo la morte venne tumulato in una piccola stanza nel vicino monastero per poi essere trasferito nell'edificio religioso solo anni dopo il suo completamento, nel 1573. All'inizio di corso Ercole I d'Este l'epigrafe è stata posta dalla Ferrariae Decus, vicino al Castello Estense, sulla facciata del palazzo della Borsa. Sullo scalone d'onore di palazzo Paradiso, già sede dell'Università degli Studi di Ferrara. Sulla facciata del Palazzo Municipale di Ferrara, di lato al Volto del Cavallo. Davanti all'epigrafe si trova la colonna costruita con le lapidi del cimitero ebraico cittadino e sulla quale è posta la statua del primo duca di Ferrara, Borso d'Este. Sulla casa di Pandolfo Ariosto, in via del Carbone dove
oltre a questa vi si trova anche la casa dove visse Lippa Ariosti, citata dal poeta nel Canto XIII dell'Orlando Furioso. Sulla Magna Domus, casa dell'Ariosto in via Giuoco del Pallone all'angolo con vicolo del Granchio. Si trova poco lontano dalla chiesa di San Gregorio Magno ed è tra gli edifici più interessanti della zona, dal XX secolo divenuta parte delle case Cavallini-Sgarbi.

## Edizioni delle opere
- Delle Satire E Rime del Divino Ludovico Ariosto Libri II. Con Le Annotazioni Di Paoli Rolli, ..., a cura di Paolo Rolli, Abramo Vandenhoek, 1760.
- Satire, a cura di Giovanni Gaspare Orelli, Orell, Fuessli e Comp., 1842.
- Orlando Furioso e cinque canti - Volume secondo, a cura di Remo Ceserani e Sergio Zatti, UTET, 2006, ISBN 88-02-07472-0.
- Lettere di Ludovico Ariosto con prefazione storico-critica, documenti e note per cura di Antonio Cappelli, a cura di Antonio Cappelli, terza, Milano, Ulrico Hoepli, 1887.
- Orlando furioso: di M. Lodovico Ariosto (co' cinque canti; pubblicato da Andrea Rubbi), Venezia, Antonio Zatta e figli, 1785, OCLC 456819990.
- La rime di M. Lodovico Ariosto non piu uiste: & nuouamente stamptata à instantia di Iacopo Modaneae, cio è sonetti, madrigali, canzoni stanze. capitoli., In Vinegia : , M D XLVI [1546], Iacopo Modanese con priuilegio del sommo Pontefice, & del eccelso Senate Veneto, M D XLVI [1546], OCLC 20474665.
- Le Satire di M. Lodovico Ariosto ... Con due Satire non piu uedute, curato da Anton Francesco Doni, Vinegia, Gabriel Giolito de Ferrari, 1550, OCLC 556743405.
- Opere minori, curato da Cesare Segre, Milano, R. Ricciardi, 1965, OCLC 845011934.
- Ludovico Ariosto, Orlando Furioso, Con introduzione e commento di Piero Nardi, a cura di Piero Nardi, Milano, Mondadori, 1966, OCLC 622840649, SBN TO01873092.